# Liste der Baudenkmale in Celle
In der Liste der Baudenkmale in Celle sind die denkmalgeschützten Bauten der niedersächsischen Stadt Celle aufgelistet. Die Quelle der Einträge ist der Denkmalatlas Niedersachsen mit tw. Kürzungen. Der Stand der Liste ist der 5. Mai 2024.
Weitere Denkmalobjekte in Celle sind:
- Liste der Baudenkmale in Celle-Historische Altstadt Straßen A - K
- Liste der Baudenkmale in Celle-Historische Altstadt Straßen L - P
- Liste der Baudenkmale in Celle-Historische Altstadt Straßen Q - Z
- Liste der Baudenkmale in Celle-Altstadt und Blumlage
- Liste der Baudenkmale in Celle
- Liste der Baudenkmale in Celle-Straßen L - Z
- Liste der Baudenkmale in Celle-Außenbereiche

## Allgemein
In den Spalten befinden sich folgende Informationen:
- Lage: die Adresse des Baudenkmales und die geographischen Koordinaten. Kartenansicht, um Koordinaten zu setzen. In der Kartenansicht sind Baudenkmale ohne Koordinaten mit einem roten Marker dargestellt und können in der Karte gesetzt werden. Baudenkmale ohne Bild sind mit einem blauen Marker gekennzeichnet, Baudenkmale mit Bild mit einem grünen Marker.
- Bezeichnung: Bezeichnung des Baudenkmales
- Beschreibung: die Beschreibung des Baudenkmales. Unter § 3 Abs. 2 NDSchG werden Einzeldenkmale und unter § 3 Abs. 3 NDSchG Gruppen baulicher Anlagen und deren Bestandteile ausgewiesen.
- ID: die Objekt-ID des Baudenkmales
- Bild: ein Bild des Baudenkmales, ggf. zusätzlich mit einem Link zu weiteren Fotos des Baudenkmals im Medienarchiv Wikimedia Commons. Wenn man auf das Kamerasymbol klickt, können Fotos zu Baudenkmalen aus dieser Liste hochgeladen werden:

## A
| Lage                                               | Bezeichnung              | Beschreibung | ID       | Bild |
| -------------------------------------------------- | ------------------------ | --- | -------- | ---- |
| Alte Grenze 1a 52° 37′ 0″ N, 10° 3′ 53″ O          | Villa                    | Ein- bis zweigeschossige massive Villa, unter ziegelgedeckten Satteldächern; westlicher Teil giebelständig, östlicher Teil traufständig zur Straße. Verputzt, auf hohem Sockel, Quadrierung vortäuschend, Fassade durch Lisenen und mit Putzstreifen eingefasste Rechteckfenster vertikal gegliedert, straßenseitig ein Holzbalkon, optisch aufgehängt an hölzerner Dekorationsfassade im Giebeldreieck. Eingangsvorbau an Ostfassade. Erbaut 1908 für Fr. Krüger. | 38633149 |      |
| Alte Grenze 23 52° 36′ 50″ N, 10° 4′ 16″ O         | Wohnhaus                 | Traufständiger eingeschossiger Putzbau unter Mansardgiebeldach in Ziegeldeckung. Mit breitem Zwerchhaus in straßenseitiger Dachfläche. Zwei polygonale Vorbauten an Straßenfassade, Tür in Nordostecke mit Korbbögen auf pfeilerähnlicher Stütze. Erbaut durch Celler Architekten Otto Haesler 1909/10 (a) für Johann Diancourt. | 34377611 |      |
| Altenhäger Kirchweg 18 52° 37′ 55″ N, 10° 5′ 59″ O | Wohnhaus                 | Zweigeschossiger traufständiger Massivbau, unter ziegelgedecktem Walmdach. Mit Werksteinsockel und -gliederungen, Putzfassaden, Walmdach mit bauzeitlichen Gauben. Eingang mit Freitreppe zum Altenhäger Kirchweg. Erhaltene Fassadendetails der Erbauungszeit (Haustür, Fensterläden und -gitter). Gartenseitig Wohnzimmerflügel mit Terrasse. Erbaut zwischen 1938 und 1941 als Direktorenvilla der ehemaligen Reichsanstalt für Seidenbau. | 43719051 |      |
| Alter Bremer Weg 23 52° 37′ 42″ N, 10° 4′ 39″ O    | Wohnhaus                 | Eingeschossiger, traufständiger, verputzter Massivbau unter ziegelgedecktem Satteldach. Straßenseitig ein außermittiger Risalit mit Sprengwerk-Giebel. Gebäudeecken mit putzimitierten Quadern betont, Fenster in profilierter Rechteckrahmung, im EG zusätzlich mit Verdachung; Geschossgesims in Putzgestaltung. Erschließung über Eingangsvorbau an Westfassade. Erbaut 1903 (a) durch den Unternehmer Fr. Klingemann für den Kapitän Albert Meyer. | 34378493 |      |
| Alter Bremer Weg 31 52° 37′ 42″ N, 10° 4′ 36″ O    | Wohnhaus                 | Traufständiger zweigeschossiger Fachwerkbau mir Backsteinausfachung, unter ziegelgedecktem Krüppelwalmdach. OG leicht auskragend mit profilierten Füllhölzern, zweiflügelige Eingangstür, in geschnitztem Portal mit inschriftlicher Datierung „1706“. Bis 1826 als Wirtshaus „Weißes Roß“, „Schulzen“ und „Winkelmanns Krug“ genutzt, Umbau im EG zu Laden 1914 (a). | 34378516 |      |
| Alter Bremer Weg 42 52° 37′ 47″ N, 10° 4′ 30″ O    | Wohnhaus                 | Giebelständiger, weit von der Straße zurückliegender zweistöckiger Fachwerkbau, unter ziegelgedecktem Satteldach. Im Giebel zweifach über Konsolen vorkragend, Eingang in Ostfassade. Im Kern vermutlich erster Hälfte 18. Jh. entstammend. | 34378539 |      |
| Alter Bremer Weg 44 52° 37′ 47″ N, 10° 4′ 29″ O    | Wohnhaus                 | Traufständiger eingeschossiger Fachwerkbau unter Satteldach in Ziegeldeckung. Auf niedrigem Massivsockel, Fassaden teilweise verkleidet, Eingang in Südfassade. Errichtet erste Hälfte 19. Jh. | 34378558 |      |
| Alter Bremer Weg 45 52° 37′ 46″ N, 10° 4′ 30″ O    | Wohnhaus                 | Traufständiger zweigeschossiger verputzter Massivbau unter ziegelgedecktem Satteldach mit rechtsseitigen dreigeschossigen Straßenrisalit unter eigenem Satteldach, daneben zwei Zwerchhäuser mit Schopfwalmdach. Linksseitig Treppenhausanbau unter Schopfwalmdach, hier auch Eingang. Putzfassade mit zahlreichen Schmuckdetails, u.a. zwei Medaillons der Bauherren. Fenster im EG tudorbogenförmig, im OG in Dreipassform, Gewände stark profiliert, Oberlichter mit kleinteiligen bauzeitlichen Glasscheiben. Zweigeschossiger polygonaler Standerker am Risalit, im dritten OG Fensterelement mit vier Öffnungen, darüber Stuckornamentik in Giebelspitze. Dachüberstand mit geschnitzten Holzkonsolen als Sparrenauflager, dahinter Ornamentband; Giebelecken, Ortgang und Giebelspitze mit geschwungenen Putzvorlagen. Erbaut 1904 (a) durch Architekten und Zimmermeister W. Hellmann für Rentier Wilhelm Wedekind. | 34378598 |      |
| Alter Bremer Weg 82 52° 37′ 51″ N, 10° 4′ 13″ O    | Wohnhaus                 | Traufständiger eingeschossiger Fachwerkbau unter ziegelgedecktem Krüppelwalmdach. Mit symmetrischer Straßenfassade mit mittigem Eingang, darüber mittig ein breites Zwerchhaus mit Satteldach. Fassaden teilweise verschalt. Rückwärtige Fassade schlichter, aber auch mit Eingang und Zwerchhaus. Straßenseitig erhalten ist die bauzeitliche zweiflügelige Eingangstür. Errichtet Mitte 19. Jh. | 34378627 |      |
| Am Berge 52° 37′ 58″ N, 10° 4′ 17″ O               | Jüdischer Friedhof Celle | Mit bemerkenswerten Grabsteinen, Baumbestand. 1692 eingerichtet. 1741 Bau eines Wächterhauses. 1910 Bau einer Trauerhalle mit Tahararaum, Architekt Otto Haesler. Wächterhaus und Trauerhalle wurden 1974 zerstört. Insgesamt 288 Grabstellen mit zahlreichen Grabsteinen, die ältesten von 1716 und 1734. | 34374696 |      |
| Arndstraße 3 52° 37′ 18″ N, 10° 3′ 58″ O           | Wohnhaus                 | Freistehender, zur Arndstraße traufständiger schlichter zweigeschossiger Backsteinbau unter Satteldach in Pfannendeckung. Seitlicher Risalit in Ostfassade mit Rundbogendrillingsfenster im OG, mittiger zweigeschossiger Risalit in Nordfassade. Erbaut 1890/91 durch Bauunternehmen Heyer (Nachfolge). Südliche Gebäudeachse 1894 ergänzt. Drempelgeschoss nachträglich. | 34353826 |      |
| Auf dem Kampe 6 52° 37′ 18″ N, 10° 3′ 41″ O        | Wohnhaus                 | Zum Wohnweg traufständiger, zweigeschossiger Fachwerkbau mit Backsteinausmauerung und unter ziegelgedecktem Satteldach. Eingeschossiger Anbau am Ostgiebel. Reste kleiner Orangerie aus Backstein an Südwestecke. Errichtet Ende des 18. Jh., Orangerie aus dem 19. Jh. Das Gebäude ist hinter hohem, blickdichtem Zaun, dichtem Gebüsch und Bäumen versteckt und so gut wie nicht einsehbar, das wenige Erkennbare zeigt aber tw. abgedeckten Dachstuhl, also in zerfallendem Zustand. | 34381925 |      |

## B
| Lage                                             | Bezeichnung          | Beschreibung | ID       | Bild |
| ------------------------------------------------ | -------------------- | --- | -------- | ---- |
| Bahnhofsplatz 7 52° 37′ 18″ N, 10° 3′ 50″ O      | Wohnhaus             | Traufständiger, dreigeschossiger Putzbau mit schlichtem Dekor, unter ziegelgedecktem Mansarddach. Mit straßenseitigem dreigeschossigem Risalit und darüber liegendem, zurückspringendem großem Zwerchhaus. Erbaut 1909 (i) durch Architekten Meyer (Entwurf) und Zimmermeister W. Hellmann (Ausführung). | 34353851 |      |
| Bahnhofsplatz 7a 52° 37′ 18″ N, 10° 3′ 50″ O     | Wohnhaus             | Traufständiger, dreigeschossiger Putzbau mit schlichtem Dekor, unter ziegelgedecktem Mansarddach. Mit straßenseitigem dreigeschossigem Risalit und darüber liegendem, zurückspringendem großem Zwerchhaus. Erbaut 1909 (i) durch Architekten Meyer (Entwurf) und Zimmermeister W. Hellmann (Ausführung). | 34353876 |      |
| Bahnhofsplatz 8 52° 37′ 18″ N, 10° 3′ 50″ O      | Wohnhaus             | Traufständiger, zweigeschossiger Putzbau unter ziegelgedecktem Walmdach. Mit mächtigem dreigeschossigen Risalit in Straßenfassade, im südlichen Teil durch dreiseitigen Erker verstärkt, unter eigenem Satteldach. Mit schlichtem Dekor in Fensterrahmungen. Erbaut 1907 (a), Architekt und Bauherr Maurermeister Karl Biermann. | 34353901 |      |
| Bahnhofsplatz 9 52° 37′ 17″ N, 10° 3′ 50″ O      | Wohnhaus             | Traufständiger zweigeschossiger Massivbau, unter ziegelgedecktem Satteldach, mit zwei dreigeschossigen Risaliten in westlicher Straßenfassade und an südlicher Seite, jeweils unter eigenem Satteldach. Überhöhter polygonaler Eckturm unter metallgedecktem Glockendach in Südwestecke. Straßenfassade mit Putzdekor gestaltet, insbesondere in Fensterzonen. Voll unterkellert. Erbaut 1899 (a) durch Architekten Hildebrand und Günthel aus Bremen für Fabrikanten A. Börgershausen. | 34353926 |      |
| Bahnhofsplatz 11 52° 37′ 16″ N, 10° 3′ 50″ O     | Wohnhaus             | Zweigeschossiger verputzter Massivbau unter ziegelgedecktem Walmdach, mit schwach vortretendem Risalit rechts in Straßenfassade. Fenster- und Türrahmungen in Putz, Eckpilaster und Sockelgeschoss mit Quaderimitationen in Putz. Erbaut 1891 (a) durch Firma F. Heyer. | 34353954 |      |
| Bahnhofsplatz 12 52° 37′ 15″ N, 10° 3′ 50″ O     | Wohnhaus             | Zweigeschossiger verputzter Massivbau in Ecklage, unter ziegelgedecktem Satteldach. Mit schwach vortretendem Risalit an Hausecke. Fassaden mit schlichtem Putzdekor, Sockelgeschoss mit Quaderimitation; massiver Wintergarten an Südwestecke. Erbaut 1891 (a) durch Zimmermeister W. Laue. | 34353979 |      |
| Bahnhofstraße 1 52° 37′ 18″ N, 10° 4′ 34″ O      | Wohnhaus             | Verputzter zweigeschossiger Fachwerkbau in Ecklage, unter pfannengedecktem Satteldach mit Krüppelwalm am Nordende. Fachwerk in Stockwerkbauweise mit stark auskragenden OG. Quaderimitation in Putz im EG, Eckquaderung im OG, Fensterrahmungen mit Ohren, abgesetzte Gesimse, Trauf- und Ortgangkanten. Errichtet 1687 (a). | 34377661 |      |
| Bahnhofstraße 2 52° 37′ 18″ N, 10° 4′ 33″ O      | Geschäftshaus        | Traufständiger zweigeschossiger verputzter Massivbau, unter pfannengedecktem Mansarddach. Mit großem dreiachsigem Mittelrisalit mit Tympanon, unter eigenem Satteldach. Rechteckfenster zu Dreifenstergruppen zusammengefasst, im Risalit mit Quaderimitationen. Erbaut 1933 als Geschäftshaus der Celleschen Zeitung durch Architekten Ferdinand Bergen, Bauherr Ernst Pfingsten. | 37029691 |      |
| Bahnhofstraße 3 52° 37′ 18″ N, 10° 4′ 31″ O      | Hofbeamtenhaus       | Traufständiges zweigeschossiges Fachwerkgebäude unter ziegelgedecktem Satteldach; mit zeitgenössischer seitlicher Durchfahrt rechts. Stockwerksbauweise, Gefache mit Backsteinausfachung. Erbaut zwischen 1705 und 1711. Ladeneinbau 1903 (a). | 34354004 |      |
| Bahnhofstraße 4 52° 37′ 18″ N, 10° 4′ 30″ O      | Hofbeamtenhaus       | Traufständiger zweigeschossiger Fachwerkbau, unter ziegelgedecktem Satteldach, mittiges Zwerchhaus straßenseitig. Fachwerk in Stockwerkbauweise mit Backsteinausfachung. Errichtet 1682 (a). | 34354030 |      |
| Bahnhofstraße 5 52° 37′ 18″ N, 10° 4′ 29″ O      | Bank                 | Traufständiger zweigeschossiger Massivbau, unter Satteldach in Pfannendeckung. Aufwändig gestaltete Straßenfassade mit hohem Sockel aus Sandstein, profiliertem Sockelgesims, Verkleidung mit Sandsteinplatten im Wechsel mit verputzten Bereichen. Mittig rechteckiger Erker auf vier Sandsteinkonsolen, links in Traufzone Polygonalerker unter Glockendach, großer Staffelgiebel oberhalb des rechteckigen Erkers mit Sandsteinvoluten, an Giebelspitze Wappen mit Greifvogel und Reichsbankinschrift. Erbaut 1904 (a) durch Architekten Paul Wollner. | 34377684 |      |
| Bahnhofstraße 6 52° 37′ 18″ N, 10° 4′ 28″ O      | Adelspalais          | Traufständiger zweigeschossiger Fachwerkbau, unter pfannengedecktem Mansarddach mit seitlichem Halbwalm. Straßenseitig mittig großes Zwerchhaus. Fachwerk in Stockwerkbauweise, Ausfachung mit Backsteinen, Fachwerk und Gefache überstrichen. Im Kern erbaut 1684 (a) für Oberst Jérôme de Courgellon, Mansarddach gehört zu späteren Ausbau. | 37027017 |      |
| Bahnhofstraße 6 52° 37′ 17″ N, 10° 4′ 29″ O      | Remise               | Eingeschossiger Fachwerkbau unter pfannengedecktem Mansarddach, Fachwerk mit Backsteinausfachung. Schiefwinkling an Vordergebäude angebaut. Errichtetwohl Ende 17. Jh. | 34374749 | BW   |
| Bahnhofstraße 7 52° 37′ 18″ N, 10° 4′ 27″ O      | Hofbeamtenhaus       | Traufständiger zweigeschossiger Fachwerkbau mit Backsteinausfachung, unter ziegelgedecktem Krüppelwalmdach. Mit breitem Zwerchgiebel in Tympanonform; Fachwerk und Gefache überstrichen, Holzgesimse als horizontale Gliederung. Durchfahrt im EG linksseitig. Errichtet 1787 (a) durch Architekten Christian Ludwig Ziegler anstelle eines Vorgängerbaus von 1676. | 36348196 |      |
| Bahnhofstraße 7 52° 37′ 18″ N, 10° 4′ 27″ O      | Flügelbau            | Zweigeschossiger rückwärtiger Flügelanbau in Fachwerk mit Backsteinausfachung, unmittelbar an Wohnhaus anschließend; unter pfannengedecktem Pultdach. | 39000769 | BW   |
| Bahnhofstraße 7 52° 37′ 17″ N, 10° 4′ 27″ O      | Stall                | Eingeschossiger Fachwerkbau mit Backsteinausfachung, unter pfannengedecktem Mansarddach. Errichtet wohl Ende 17. Jh. | 34374774 | BW   |
| Bahnhofstraße 8 52° 37′ 18″ N, 10° 4′ 25″ O      | Wohn-/ Geschäftshaus | Traufständiges zweigeschossiges Fachwerkgebäude mit Backsteinausfachung, unter pfannengedecktem Krüppelwalmdach. Straßenseitig symmetrischer Fassadenaufbau mit tympanonartigen Dreiecksgiebel; Fassade verbrettert und Erdgeschosszone großflächig überformt. In hofseitiger Südfassade zeitgenössische Türen erhalten, ebenso Teile originaler Innenausstattung. Erbaut 1684 (a) für Francesco Maria Capellini Stechinelli. | 36348221 |      |
| Bahnhofstraße 8 52° 37′ 17″ N, 10° 4′ 25″ O      | Nebengebäude         | Eingeschossiges Fachwerkgebäude unter Satteldach in Pfannendeckung. Im Inneren mehrere zu Pilastern umgeformte, holzverkleidete Freistützen, verbunden mit verputzten langen Kopfbändern zu weiten Bogenstellungen. In Westfassade zwei seltene historische Fenster mit für Barockfenster typisch konkav profilierten Mittelpfosten erhalten. Dachwerk: Kehlbalkendach mit doppelt stehendem Stuhl mit in Celle seltenen Sparrenverriegelungen in Längsrichtung. Errichtet um 1700, vermutlich als herrschaftliche Remise für das Vorderhaus. | 43597050 |      |
| Bahnhofstraße 8 52° 37′ 17″ N, 10° 4′ 26″ O      | Nebengebäude         | Eingeschossiges Fachwerkgebäude unter Satteldach in Pfannendeckung. An freistehender Ostfassade auffälliger Sockel aus scharrierten Sandsteinquadern; hier auch große Holzquerschnitte und weite Gefachbreiten. Darüber Dachwerk mit noch angeblatteten Kehlkalken und im Innern für Celle seltene Sparrenverriegelungen in Längsrichtung. Errichtet wohl um 1700. | 43597029 |      |
| Bahnhofstraße 9 / 10 52° 37′ 18″ N, 10° 4′ 21″ O | Schule               | Dreigeschossiger Massivbau. Traufständig. Entstanden in mehreren Bauabschnitten und heute unterteilt in zwei voneinander räumlich getrennte Flügel: Westlicher Flügel im Kern von 1889, 1936 umgebaut und aufgestockt. Unter ziegelgedecktem Walmdach; Sockel aus Sandstein, EG mit Sandsteingesims abgesetzt, gleichmäßige rechteckige Fenster mit Sandsteineinfassungen. Ehemalige Tür in Nordfassade heute Fenster. Östlicher Flügel 1958 ergänzt durch Architekten Georg Meyer. L-förmiger Bau unter ziegelgedecktem Walmdach; verputzt, mit vertikaler Fassadengliederung durch Sandsteineinfassung von jeweils drei übereinander liegenden Fenstern. | 37032058 | BW   |
| Bahnhofstraße 11 52° 37′ 17″ N, 10° 4′ 20″ O     | Wohn-/ Geschäftshaus | Zweigeschossiger Fachwerkbau in Ecklage, giebelständig zur Bahnhofstraße. Fachwerk in Stockwerkbauweise, leicht vorkragendes Ober- und DG. Unter pfannengedecktem Satteldach. Errichtet 1689 (a), mehrfach erweitert, umgebaut und umgenutzt. | 34377707 |      |
| Bahnhofstraße 13 52° 37′ 17″ N, 10° 4′ 16″ O     | Adelspalais          | Zweigeschossiger Fachwerkbau, unter ziegelgedecktem Krüppelwalmdach. Straßenfassade horizontal in Holzverkleidung mit Scheinquadrierung, OG zusätzlich vertikal gegliedert durch schmale Holzlisenen, straßenseitig mittiger Tympanon-Dreiecksgiebel. Erschließung durch doppelflügelige Tür des 19. Jh. Errichtet 1706 (a) für General Jacques du Poutpiétin. | 34377730 |      |
| Bahnhofstraße 16 52° 37′ 17″ N, 10° 4′ 13″ O     | Wohn-/ Geschäftshaus | Traufständiger viergeschossiger Massivbau, unter ziegelgedecktem Mansarddach. Rechtsseitig in Straßenfassade breites Zwerchhaus mit Blendgiebelabschluss, hier Fenster mit Balusterbrüstung, unter Walmdach. Linksseitig Durchfahrt und darüber polygonaler Erkerturm, im Dach baulicher Abschluss. Fassade geschmückt mit Quaderimitationen im ersten OG und vier Pilastern mit Maskenreliefs als Kapitelle im zweiten und dritten OG. Erbaut 1909 durch Architekten Hermann Becker für Schlossermeister E. Könecke. | 34377779 |      |
| Bahnhofstraße 21 52° 37′ 16″ N, 10° 4′ 10″ O     | Wohnhaus             | Zweigeschossiger traufständiger Fachwerkbau unter Satteldach. Im Obergeschoss Doppelständerkonstruktion. Errichtet in zweiter Hälfte 19. Jh. | 37032075 |      |
| Bahnhofstraße 22 52° 37′ 16″ N, 10° 4′ 9″ O      | Wohnhaus             | Zweigeschossiger, traufständiger Fachwerkbau, unter Satteldach in Pfannendeckung, linksseitig Zwerchhaus. Im OG Doppelständerkonstruktion. Errichtet in zweiter Hälfte 19. Jh. | 37032091 |      |
| Bahnhofstraße 24 52° 37′ 16″ N, 10° 4′ 8″ O      | Wohn-/ Geschäftshaus | Dreigeschossiger traufständiger verputzter Massivbau mit Jugendstilornamenten, unter pfannengedecktem Satteldach. EG mit verklinkerten Lisenen; Mittelrisalit mit mittig gelegenem Hauseingang. Erbaut 1905 (i) mit Zimmermeister-Werkstatt durch Architekten W. Hellmann, Bauherr: Friedrich Rabald. | 37032302 |      |
| Bahnhofstraße 26 52° 37′ 16″ N, 10° 4′ 7″ O      | Wohnhaus             | Zweigeschossiger, traufständiger Fachwerkbau, augenscheinlich aus zwei Gebäuden zusammengewachsen. Unter ziegelgedeckten Satteldächern. Errichtet Ende 18. Jh. | 37032331 |      |
| Bahnhofstraße 27 52° 37′ 16″ N, 10° 4′ 7″ O      | Wohnhaus             | Zweigeschossiger, traufständiger Fachwerkbau unter Satteldach in Pfannendeckung. Errichtet Ende 18. Jh. | 37032779 |      |
| Bahnhofstraße 28 52° 37′ 16″ N, 10° 4′ 6″ O      | Wohnhaus             | Eingeschossiger, traufständiger Fachwerkbau, unter pfannengedecktem Satteldach, mit mittlerem Zwerchhaus. EG mit unregelmäßiger Doppelständerkonstruktion, DG leicht vorkragend. Errichtet Ende 18. Jh. | 37032797 |      |
| Bahnhofstraße 29 52° 37′ 16″ N, 10° 4′ 5″ O      | Wohn-/ Geschäftshaus | Traufständiger dreigeschossiger Massivbau, unter Satteldach in Pfannendeckung. Mit mittig gelegenem Zwerchhaus über außermittigem Erker mit Balkonen. Fassade geschmückt mit engobierten Klinkern im EG und vielfältigem Putzdekor in den G, insbesondere vertikalen Fensterrahmungen. Erbaut 1906 (a) von Firma Lane und Achemeyer für Kiesewetter. | 34354056 |      |
| Bahnhofstraße 30 52° 37′ 16″ N, 10° 4′ 4″ O      | Wohn-/ Geschäftshaus | Repräsentatives dreigeschossiges Massivgebäude in Ecklage, unter pfannengedecktem Mansarddach. Mit dreistöckigem runden Eckturm unter hohem Glockendach. Fassaden gegliedert durch Risalite, Fenstereinfassungen, Lisenen und Pilaster mit Maskenreliefs als Kapitelle; Putzdekor und große Buntglasfenster mit Jugendstilversprossung erhalten. Erbaut 1905 (a) durch Architekten F. Krüger für H. Ströver. | 34354081 |      |
| Bahnhofstraße 35a 52° 37′ 15″ N, 10° 3′ 58″ O    | Wohnhaus             | Traufständiger dreigeschossiger Massivbau in Ecklage, unter ziegelgedecktem Walmdach. Mit prägnantem erkerartigem Ecktürmchen. Hoher Sockel mit profiliertem Sockelgesims, EG mit Putz-Quaderimitation. Geschoss darüber verklinkert. Zur Bahnhofstraße großer Erker im Mittelrisalit, darüber Zwerchhausgiebel; Durchgang linksseitig, darüber an Ostfassade zweigeschossige Holzveranda von 1900 (a). Westfassade mit mittigem Risalit und darüber Zwerchgiebelabschluss. Erbaut 1898 (a) von Architekt F. Krüger für Heinrich Stöver. | 34377825 |      |
| Bahnhofstraße 36 52° 37′ 15″ N, 10° 3′ 56″ O     | Wohnhaus             | | 34377848 |      |
| Bahnhofstraße 42 52° 37′ 15″ N, 10° 3′ 51″ O     | Wohnhaus             | Zweigeschossiger Putzbau in Ecklage, unter bewegtem ziegelgedecktem Dach. Mit Risaliten, Turm, aufwändiger Eckausbildung mit halbrunden Loggien und Balkon, Putzdekor und Quaderimitationen in Fassade. Erbaut 1894 (a) für Zimmermeister W. Laue. | 34354106 |      |
| Bahnhofstraße 48 52° 37′ 16″ N, 10° 3′ 56″ O     | Wohnhaus             | Traufständiger dreigeschossiger Massivbau, freistehend, unter mansardartigem Dach in Schieferdeckung. Fassaden in Backsteinmauerwerk, horizontale Gliederung durch verputzte Bänder und Gesimse; mittig in Straßenfassade Erker in Fachwerkkonstruktion auf vier geschnitzten Holzkonsolen, darüber massives Zwerchhaus mit Blendgiebelabschluss. Fenster mit profilierten Rahmungen. Erbaut 1898 (i) durch Baugeschäft Wolter & Bleckmann. | 34377891 |      |
| Bahnhofstraße 49 52° 37′ 16″ N, 10° 3′ 59″ O     | Wohnhaus             | Traufständiger zweigeschossiger verputzter Massivbau, unter pfannengedecktem Walmdach in Ecklage zur Arndstraße. Fassaden mit quaderimitierendem Putzfugenschnitt, Zwischen- und umlaufendem Kranzgesims; Balkon auf Konsolen in Ostfassade zur Arndstraße. Erbaut Beginn 19. Jh. | 34377914 |      |
| Berggartenstraße 2 52° 37′ 49″ N, 10° 5′ 17″ O   | Wohnhaus             | Zweigeschossiger freistehender Massivbau mit tief herabgezogenen ziegelgedeckten Dächern. Kurzwalmdach mit Giebel zur Straßenseite. Fassaden rundum asymmetrisch gestaltet mit Erker, Veranda, Vorsprüngen und verschiedenformatigen Fenstern. Fassaden verputzt; Giebelfassade vorne ursprünglich mit Sichtfachwerk (nachträglich verbrettert); Rückfassade im oberen Bereich von Anfang an mit Boden-Deckel-Schalung. Auffälliger Fassadenschmuck über den Obergeschossfenstern emporgewölbten seitlichen Dachtraufen. Bauzeitliche Haustür erhalten. An Gartenseite offene Obergeschossloggia später verschlossen. Im Inneren weitgehend bauzeitliche Grundrisse, Böden, Türen mit Bekleidungen, Wandverkleidungen, Treppe ins Ober- und DG; Pfettendach mit doppelt stehendem Stuhl. Erbaut 1910 durch die Celler Baufirma Welge & Bergen für den Unternehmer Karl Welge. | 34377937 | BW   |
| Berggartenstraße 2 52° 37′ 50″ N, 10° 5′ 18″ O   | Gartenhaus           | Eingeschossiger Massivbau unter flachem Satteldach. An Westseite mit überdecktem Freisitz; bauzeitliche Schiebefenster erhalten. Erbaut 1926 nach Entwurf der Baufirma Welge & Bergen, Celle. | 45395068 | BW   |
| Berggartenstraße 5 52° 37′ 47″ N, 10° 5′ 18″ O   | Wohnhaus             | Eingeschossiges villenartiges Wohnhaus unter hohem Kurzwalm-Mansarddach in Ziegeldeckung. Massivbau mit Putzfassaden, über hohem Sockel aus rotem Backsteinmauerwerk; Giebelfassade vorne Sichtfachwerk. Straßenseitig zweigeschossiger Fachwerkerker auf polygonalem Grundriss. Links zweigeschossig wirkend durch den hohen Treppenhaus- und Küchenvorsprung mit bauzeitlich angehobener Dachfläche und bauzeitlichen Treppenhausfenstern; bauzeitliche Haustür. Erbaut 1910/11 als Zweifamilienwohnhaus für Kämmereibuchhalter Friedrich Schöne, der 1911 selbst in eine der Wohnungen einzog. | 34381901 | BW   |
| Berggartenstraße 7 52° 37′ 46″ N, 10° 5′ 19″ O   | Wohnhaus             | Zweigeschossiger Massivbau mit Putzfassaden; unter gestaffeltem Walmdach in Ziegeldeckung. Zur Straße schlicht gegliederte Fassade mit vier zu Paaren zusammengefassten Fensterachsen. Nördliche Seitenfassade mit vorgezogenem Risalit mit Hauseingang, dieser ausgezeichnet durch Rahmung mit eingestellten Säulen und Schweifgiebel; Nordfassade mit Kurzwalm-Dachgiebel. Südliche Seitenfassade mit angefügtem EG-Fachwerkerker mit Dachhaube. Östliche Gartenfassade mit ehemals offener Loggia, heute mit Sprossenfenstern verschlossen. Am gesamten Wohnhaus durchweg bauzeitliche Fenster erhalten. Erbaut 1914. | 37364522 | BW   |
| Berggartenstraße 9 52° 37′ 45″ N, 10° 5′ 21″ O   | Wohnhaus             | Quadratischer verputzter Massivbau unter ziegelgedecktem Pyramidendach. Zur Gartenseite bauzeitlicher Anbau mit Obergeschossbalkon, an Fassaden umlaufender Brustwalm als eine Art Gurtgesims. Freitreppe zum Hauseingang mit bauzeitlicher Tür, gerahmt von ionischen Pilastern und Zieroberlicht. Gesamte straßenseitige Fassade mit Fensteranordnungen, Gliederungen, Gauben und Schornsteinen in strenger Symmetrie und proportionaler Ausgewogenheit. Großer Bestand an bauzeitlichen Holzsprossenfenstern erhalten. Erbaut 1911 durch den Celler Architekten Otto Haesler. | 34377960 | BW   |
| Berggartenstraße 13 52° 37′ 43″ N, 10° 5′ 19″ O  | Wohnhaus             | Zweigeschossiges Mehrfamilienwohnhaus als linkes Doppelhaus. Weit überstehendes ziegelgedecktes Walmdach. Fassaden in Mischkonstruktion mit verputztem Mauerwerk und Fachwerkobergeschoss. Hiervon ausgehend werden nach unten „hängend“ im EG auch die beiden südlichen Polygonalerker und weitere Fensterachsen mit Fachwerk gerahmt. Flach vorstehende Fassadenrisalite zu beiden Straßenseiten, darauf die beiden ebenfalls in Fachwerk konstruierten Zwerchhäuser mit Kurzwalm-Giebeln. Hauptfassade mit zweiflügeliger Haustür. Bauzeitliche Geschosstreppen mit neubiedermeierlichen Traljen und Pfostengestaltungen (aufgesetzte Rhomben). Erbaut 1910/11 durch Otto Haesler. | 34354131 |      |
| Berggartenstraße 14 52° 37′ 44″ N, 10° 5′ 19″ O  | Wohnhaus             | Traufständiges zweigeschossiges Einfamilienhaus als nördliches Doppelhaus und gestalterisch auf die südliche Nummer 13 bezogen; jedoch asymmetrisch mit unterschiedlichen Dachformen: links mit Satteldach und rechts mit herabgezogenen Mansarddach abschließend, welches das Obergeschoss aufnimmt; beides in Ziegeldeckung. Zur Straßenseite breites Fachwerk-Zwerchhaus mit Kurzwalm. Fassaden in Mischkonstruktion mit verputztem Mauerwerk und Fachwerkobergeschoss. Bauzeitliche dreiläufige Geschosstreppen mit neubiedermeierlichen Traljen und Pfostengestaltungen (aufgesetzte Rhomben). Erbaut 1910 durch Otto Haesler. | 34354156 | BW   |
| Berggartenstraße 15 52° 37′ 44″ N, 10° 5′ 18″ O  | Wohnhaus             | Giebelständiger eingeschossiger freistehender Bau, unter Kurzwalm-Mansarddach in Ziegeldeckung; in Mischbauweise: im EG Massivbau mit Putzfassaden über hohem Putzsockel, die hohen Dachgiebel in Fachwerk mit Brustwalm und Geschossvorkragung. Straßenfront geprägt durch links asymmetrisch angeordnetes, von Holzpilastern gerahmtes, breites „bay window“. Fenster der Straßenfassade größtenteils bauzeitlich erhalten. An nördlicher Traufseite Eingangsvorbau mit Freitreppe. Vor gartenseitiger Fassade angehobenes Terrain. Erbaut 1910 durch Otto Haesler. | 34354181 | BW   |
| Berggartenstraße 17 52° 37′ 45″ N, 10° 5′ 18″ O  | Wohnhaus             | Eingeschossiger villenartiger verputzter und unterkellerter Massivbau unter ausgebautem Satteldach mit Pfannendeckung. Bauzeitliche Fenster durchweg erhalten; zwei Fassadenerker, Zierschornsteine und die Haustürrahmung aus dunklen Klinkern; Putzgesimse; schmiedeeiserne Zierteile. Erbaut 1927/28 durch den hannoverschen Architekten Karl Paul Schmidt für Rechtsanwalt Hans Ferge. | 44140168 | BW   |
| Berggartenstraße 19 52° 37′ 46″ N, 10° 5′ 17″ O  | Wohnhaus             | Giebelständiges freistehendes eingeschossiges villenartiges Wohnhaus unter Kurzwalm-Mansarddach in Ziegeldeckung; im EG Massivbau mit Putzfassaden über hohem Backsteinsockel, hohe Dachgiebel in Fachwerk mit Brustwalm und Geschossvorkragung. Fenster teilweise bauzeitlich erhalten. Zur Straßenseite Hauptfenster seitlich als große dreiteilige „bay windows“ nach englischen Vorbildern ausgebildet, hier originell flach in die Fassade eingespannt. Eingang rechts an der nördlichen Traufseite. Erbaut 1910 durch Otto Haesler. | 34354206 | BW   |
| Berggartenstraße 20 52° 37′ 47″ N, 10° 5′ 17″ O  | Wohnhaus             | Giebelständiges eingeschossiges villenartiges Wohnhaus unter Mansarddach in Ziegeldeckung; im EG massives Backsteinmauerwerk, hohe Dachgiebel nach vorne und hinten sowie das nördliche Treppenhaus-Zwerchhaus in Fachwerk (gartenseitig seit 1915 mit Holz verkleidet). Bauzeitliche Haustür erhalten. Treppenhausfenster im nördlichen Zwerchhaus mit bunter bauzeitlicher Bleiverglasung. Erbaut 1909/10 durch Otto Haesler. | 34354231 | BW   |
| Berggartenstraße 21 52° 37′ 47″ N, 10° 5′ 16″ O  | Wohnhaus             | Freistehendes giebelständiges eingeschossiges villenartiges Wohnhaus mit hohem - zweigeschossig ausgebautem Satteldach und seitlichen Zwerchhäusern. Im EG massives Backsteinmauerwerk, alle hohen Dachgiebel in Fachwerk mit traditionell abgezimmerten Geschossvorkragungen. Zierfachwerk in originellen Formen. Symmetrisch gestaltete Straßenfassade im EG wird dominiert von zwei Fachwerk-Polygonalerkern mit geschwungenen, blechgedeckten Dachhauben. An seitlichen Längsfassaden leicht vortretende Mittelrisalite, auf denen die Fachwerk-Zwerchhäuser aufstehen, nordseitig kombiniert mit dem Hauseingang. Großer Bestand an bauzeitlichen Fenstern, Erbaut 1909/10 durch Otto Haesler, Umbau 1919/20 ebenfalls durch Haesler. | 34354256 | BW   |
| Berggartenstraße 21 52° 37′ 47″ N, 10° 5′ 15″ O  | Garagenbau           | Massiver eingeschossiger Bau in Backstein unter flachem Walmdach; teilunterkellert. Ostfassade mit Korbbogentor. Erbaut 1919/20 als Nebengebäude mit Garage und Waschküche nach Entwurf des Otto Haesler. 1928 Teilveränderung und Verlängerung des Gebäudes nach Osten in angepassten Formen. | 45587372 | BW   |
| Berggartenstraße 22 52° 37′ 48″ N, 10° 5′ 16″ O  | Wohnhaus             | Giebelständiges freistehendes eingeschossiges villenartiges Wohnhaus mit ausgebautem, abgewalmten Mansarddach in Ziegeldeckung mit seitlichen Zwerchhausgauben. Im EG massives Backsteinmauerwerk, Giebel und Obergeschossgauben in Fachwerk mit traditionell abgezimmerten Geschossvorkragungen und Zierknaggen. Symmetrisch gestaltete Straßenfassade im EG mit zwei großen Segmentbogenfenstern. Nördliche Fassade mit Hauseingang und großem Fenster der Treppenhalle mit Bleiverglasung. Erbaut 1909/10 durch Otto Haesler. | 34354283 | BW   |
| Braunhirschstraße 13 52° 37′ 51″ N, 10° 5′ 3″ O  | Wohnhaus             | Traufständiger, eingeschossiger Fachwerkbau unter ziegelgedecktem Halbwalmdach, straßenseitig mittig ein Zwerchhaus, darunter der Eingang. Errichtet um 1750. | 34378113 |      |
| Braunhirschstraße 21 52° 37′ 54″ N, 10° 5′ 5″ O  | Gasthaus             | Traufständiger zweigeschossiger Fachwerkbau mit Backsteinausfachung, unter Halbwalmdach in Ziegeldeckung. An Westseite Dach abgeschleppt, hier Fachwerk teilweise durch massives Backsteinmauerwerk ersetzt. Besonders schmuckvolles Fachwerk im Nordgiebel, hier Knaggen, Fußstreben, die sich an Ostfassade herumziehen. Gebäudeteil scheint älter als der südliche: Errichtet 1660 (i), vermutlich später nach Süden erweitert. | 34378139 | BW   |
| Breite Straße 52° 37′ 11″ N, 10° 4′ 21″ O        | Allee                | Von dicht stehenden Häusern räumlich gefasste Straße mit breitem Fahrdamm mittig, jeweils außen von Baumreihe aus Linden begleitet wird sowie anschließendem Fußweg. Ausgestaltung als geschmückte Straße mit Allee geht wohl auf erste Hälfte 18. Jh. zurück. Seit 1738 ist der Name „Breite Straße“ überliefert. Die Bäume wurden überwiegend gefällt. | 37009703 |      |
| Breite Straße 1a 52° 37′ 15″ N, 10° 4′ 21″ O     | Wohnhaus             | Traufständiger eingeschossiger Backsteinbau mit reichem Stuckdekor, unter Satteldach in Pfannendeckung. Aufwändiger zweigeschossiger Seitenrisalit rechtsseitig in Straßenfassade mit Zwerchhaus und Rustika-Eckquaderung. Eingang in nördlicher Giebelseite über Treppe und zweiflügelige Eingangstür. Erbaut 1887 (a) für Bauherrn Krause. | 34378217 |      |
| Breite Straße 1c 52° 37′ 16″ N, 10° 4′ 21″ O     | Turnhalle            | Traufständiger eingeschossiger Hallenbau in Backstein, auf Backsteinsockel, unter Satteldach in Pfannendeckung. Gliederung der Straßenfassade in fünf Achsen mit schmalen Mauervorlagen aus Backstein. Spitzbogenfries unterhalb der Traufe; ähnlich gestaltete Brüstungsfelder unter den Fenstern. Sechs Meter hoher freier Innenraum. Erbaut 1905 (a) für die Volksschulen in Celle durch Architekten J. Waack, Bauherr: Magistrat Celle. | 34378240 |      |
| Breite Straße 3 52° 37′ 14″ N, 10° 4′ 21″ O      | Wohnhaus             | Traufständiger zweigeschossiger Fachwerkbau in Ecklage, unter Satteldach in Ziegeldeckung, mit Krüppelwalm nach Süden. Straßenfassade symmetrisch aufgeteilt, horizontal verbrettert (Quadrierung vortäuschend), Eingang mittig, darüber Zwerchhaus. Errichtet 1685 (a), Innenausstattung zum Teil erhalten. | 34378263 |      |
| Breite Straße 24 52° 37′ 7″ N, 10° 4′ 21″ O      | Wohnhaus             | Giebelständiger eingeschossiger Fachwerkbau unter Satteldach in Pfannendeckung. Unregelmäßiges Fachwerk, tw. Doppelständerkonstruktion. Errichtet im frühen 19. Jh. | 34378286 |      |
| Breite Straße 30 52° 37′ 10″ N, 10° 4′ 20″ O     | Wohn-/ Geschäftshaus | Zur Breiten Straße giebelständiger zweigeschossiger Fachwerkbau in Ecklage, unter pfannengedecktem Krüppelwalmdach. Fachwerk im OG in Doppelständerkonstruktion, Zwerchhaus zur Kirchstraße, originale zweiflügelige Haustür. Errichtet Beginn 19. Jh. mit Bäckerei, Ende 19. Jh. um dreigeschossigen Anbau an Kirchstraße erweitert. | 34378309 |      |
| Breite Straße 31 52° 37′ 10″ N, 10° 4′ 20″ O     | Wohnhaus             | Giebelständiger eingeschossiger Fachwerkbau unter Satteldach in Pfannendeckung. Errichtet um 1800, rückwärtige Flügelanbauten des 19. Jh. | 34378332 |      |
| Breite Straße 33 52° 37′ 11″ N, 10° 4′ 20″ O     | Wohnhaus             | Eingeschossiger, giebelständiger Fachwerkbau unter Satteldach in Ziegeldeckung. Errichtet um 1800, Teilmassivierung traufseitig. | 34378355 |      |
| Breite Straße 34 52° 37′ 12″ N, 10° 4′ 19″ O     | Wohnhaus             | Traufständiger zweigeschossiger Fachwerkbau, unter Satteldach in Pfannendeckung mit Eckwalm in Verbindung zum rückwärtigen Queranbau. Fachwerk in Stockwerkbauweise, OG vorkragend über Deckenbalken. Fachwerk ungleichmäßig, im OG tw. Fußbänder. Errichtet Ende 17. Jh; südliche Fachwerkachse (ein Gefach breit) nachträglich ergänzt. | 34378378 |      |
| Breite Straße 35 52° 37′ 12″ N, 10° 4′ 20″ O     | Wohnhaus             | Traufständiger zweigeschossiger Fachwerkbau, unter ziegelgedecktem Walmdach. Schlichte Fachwerkkonstruktion mit Doppelständern über hohem Putzsockel, leicht profiliertes Balkengesims; Gefache ausgemauert und monochrom überstrichen. Errichtet im frühen 18. Jh. | 34378401 |      |
| Breite Straße 36 52° 37′ 13″ N, 10° 4′ 19″ O     | Wohnhaus             | Giebelständiger eingeschossiger Fachwerkbau unter Satteldach in Ziegeldeckung. Fachwerk in Stockwerkbauweise mit Backsteinausfachung, im EG mit Doppelständern; über hohem Sockel, auskragender Giebel über Deckenbalken. Historische Fenster und einflügelige Holztür, leicht zurückgesetzt, erhalten, Erschließung über Treppe. Errichtet 1684 (i), möglicherweise Anfang 18. Jh. überformt. | 34378424 |      |
| Breite Straße 38 52° 37′ 14″ N, 10° 4′ 19″ O     | Wohnhaus             | Giebelständiger eingeschossiger Fachwerkbau unter Satteldach in Ziegeldeckung. Fachwerk in Stockwerkbauweise mit Backsteinausfachung, im EG mit Doppelständern; über hohem Sockel, auskragender Giebel über Deckenbalken. Historische Fenster und einflügelige Holztür, leicht zurückgesetzt, erhalten, Erschließung über Treppe. Errichtet 1684 (i), möglicherweise Anfang 18. Jh. überformt. | 34378447 |      |
| Breite Straße 41 52° 37′ 16″ N, 10° 4′ 19″ O     | Wohnhaus             | Giebelständiger eingeschossiger Fachwerkbau, unter Satteldach in Ziegeldeckung. Teilunterkellert, mit Backsteinsockel; einflügelige Tür, über Treppe erschlossen; Giebel zweifach leicht auskragend über Balkenköpfen. Errichtet Anfang 18. Jh. | 34378470 |      |
| Bullenberg 1 52° 37′ 18″ N, 10° 4′ 39″ O         | Wohnhaus             | Traufständiger zweigeschossiger Backsteinbau, unter Satteldach in Schieferdeckung. Fassaden in gelbem Klinker über hohem Backsteinsockel mit segmentbogenförmigen Öffnungen und sparsamem Dekor in Ziersteinsetzung. Zwei unterschiedlich tiefe Gebäudeteile unter unterschiedlich hohen Dächern, beide Giebel mit steigendem Bogenfries. Erbaut zu Beginn der siebziger Jahre des 19. Jh. Runder eingeschossiger Anbau in Nordostecke von 1916 (a) - später aufgestockt; rechteckiger Anbau nach Osten von 1924 (a). Schmiedeeiserne Straßeneinfriedung von 1904 (a). | 34378676 | BW   |
| Bullenberg 2 52° 37′ 17″ N, 10° 4′ 39″ O         | Wohnhaus             | Traufständiger zweigeschossiger Backsteinbau, unter Satteldach in Ziegeldeckung. Symmetrische Fassadengestaltung mit fünf Fensterachsen und mittigem Eingang in gelbem Klinkermauerwerk; EG mit Rundbogen – OG mit Segmentbogenöffnungen; Gurtgesims mit Zackenfriesen, Kranzgesims mit Klötzchenfries. Über Hauseingang vorkragender Zierbalkon aus vorfabrizierten Gusseisenteilen auf vier gitterartig durchbrochenen Konsolen, darunter Eingang mit vorgelagerter Freitreppe mit schmiedeeisernem Geländer. Erbaut Beginn der 1870er Jahre. Auf dem Dach asymmetrisch links Ziergaube von 1903 (a); Gebäuderückseite durch Aufstockung von 1949 überformt. | 45336538 | BW   |
| Bullenberg 4 52° 37′ 16″ N, 10° 4′ 40″ O         | Villa                | Freistehender, traufständiger zweigeschossiger Backsteinbau, unter flachem ziegelgedecktem Satteldach. In Straßenfassade rechtsseitig dreigeschossiger polygonaler Risalit unter ziegelgedecktem Walmdach, an Südfassade weiterer Risalit für Treppenhaus. Fassadengestaltung in gelben Klinkern, mit ausgeprägten Gesimsen und Schmuckfriesen sowie segmentbogenförmigen Öffnungen; breite Traufe mit Holzverkleidung und profilierten Holzbalken. Erbaut 1876 (i). | 34355195 | BW   |
| Bullenberg 4 52° 37′ 16″ N, 10° 4′ 40″ O         | Stall                | Traufständiger eingeschossiger Backsteinbau mit Drempel in Fachwerk, unter ziegelgedecktem Satteldach; zur Straße gerichteter Mittelrisalit mit Zwerchhaus in Fachwerk. Erbaut 1876 (i), 1930 zur Garage umgenutzt. | 34355220 |      |
| Bullenberg 6 52° 37′ 14″ N, 10° 4′ 40″ O         | Gasthaus             | Freistehender traufständiger großer zweigeschossiger Fachwerkbau in Stockwerkbauweise mit Backsteinausfachung, unter Krüppelwalmdach in Ziegeldeckung. Sockel aus Sandsteinblöcken, Auskragung des OG und der Giebel auf Balkenköpfen, Füllbretter profiliert. Fußbänder im EG, OGs und in den Giebeln, teilweise nur aufgemalt. Haupterschließung durch mittig gelegene überdachte Tür in Straßenfassade. Errichtet um 1700, nachträgliche Datierung „1681“. Anbau an Südostecke in Form eines zweigeschossigen Fachwerkbaus in Stockwerkbauweise mit sich überkreuzenden Eckstreben an östlichen Giebelseite, unter ziegelgedecktem Satteldach. Errichtet um 1900. Eingeschossiger Anbau in Massivbauweise an rückwärtiger Traufseite von 1928 (a), Umbau 1955. | 34378699 |      |
| Bullenberg 18 52° 37′ 8″ N, 10° 4′ 35″ O         | Wohnhaus             | Eingeschossiger giebelständiger Fachwerkbau mit Backsteinausfachung, unter ziegelgedecktem Satteldach. Errichtet Beginn 18. Jh. durch Lüdeke Sinemann. | 34355246 | BW   |
| Bullenberg 19 52° 37′ 8″ N, 10° 4′ 34″ O         | Wohnhaus             | In Ecklage stehender zweigeschossiger Fachwerkbau mit Backsteinausfachung, unter ziegelgedecktem Satteldach., zwei jüngere Anbauten (19. Jh.); klassizistische Eingangstür erhalten. Errichtet 1705 (a), Geburtshaus des Literaturhistorikers Karl Goedecke (1814-1887). | 34355271 | BW   |
| Bullenberg 24 52° 37′ 11″ N, 10° 4′ 35″ O        | Wohnhaus             | Giebelständiges kleines eingeschossiges Fachwerkhaus mit Backsteinausfachung, unter ziegelgedecktem Halbwalmdach. In jüngerer Zeit inschriftlich datiert „Erbaut Anno Domini 1694“, Gebäude aber nachträglich deutlich überformt. | 34378722 |      |
| Bullenberg 25 52° 37′ 13″ N, 10° 4′ 36″ O        | Wohnhaus             | Traufständiger freistehender zweigeschossiger Fachwerkbau, unter Krüppelwalmdach in Pfannendeckung. Fachwerk in Stockwerkbauweise, leichte Auskragung des OG und des DG im Giebel. Von Straße zurückliegend errichtet um 1750 anstelle Vorgängerbaus von 1680 (a). | 34378745 |      |

## D
| Lage                                          | Bezeichnung                 | Beschreibung | ID       | Bild           |
| --------------------------------------------- | --------------------------- | --- | -------- | -------------- |
| Dörnbergstraße 2 52° 37′ 56″ N, 10° 5′ 44″ O  | Stadtfriedhof               | Evangelischer Friedhof mit Grünflächen und liegenden Grabplatten, sowie aufrecht stehenden Grabmalen auf trapezförmiger Grundfläche. Dabei besitzt die Gesamtanlage eine geometrische Rasterung, welche sich bis in jedes einzelne Grabquartier fortsetzt. Gestaltungselement wird durch die Baumachsen unterstrichen. Angelegt 1917, die erste Beerdigung fand am 7. April 1919 statt. | 34355296 | Weitere Bilder |
| Dörnbergstraße 2 52° 37′ 54″ N, 10° 5′ 37″ O  | Gefallenendenkmal           | Im Westen des Stadtfriedhofs gelegene große Denkmalanlage mit drei konzentrischen Kreisen mit je 100 Grabplatten für kriegsgefallene Soldaten und mittig einem Obelisken für die im Weltkrieg 1914-1918 Gefallenen. | 34355323 |                |
| Dörnbergstraße 2 52° 37′ 57″ N, 10° 5′ 48″ O  | Friedhofskapelle            | Auf T-förmigem Grundriss errichteter Massivbau. Eingeschossiger Flügel im Osten mit verschiedenen Funktionsräumen. Eigentlicher Kernbau im Westen unter Zollingerdach (Patent 1923) in typischer Spitzbogenform, mit innen sichtbaren Holzlamellen. Im Keller Einäscherungsanlage mit Öfen. Gebaut 1934-1935 durch den Celler Architekten Hermann Bunzel mit Krematorium; Grundsteinlegung am 4. September 1934. | 34355346 |                |
| Dörnbergstraße 25 52° 37′ 54″ N, 10° 5′ 57″ O | Friedrich-Loeffler-Institut | Zweigeschossiger Massivbau unter ziegelgedecktem Walmdach, bestehend aus drei asymmetrisch gestaffelten Gebäudeflügeln, traufständig zu den Straßen. Putzfassaden mit Werksteinsockel und -gliederungen, unter breiter Traufe Dachgesims aus Sandstein. Rechteckfenster mit Einfassungen aus Sandstein, Dach mit bauzeitlichen Gauben. Haupteingang mit Freitreppe nach Westen zur Dörnbergstraße. Zwei gestalterisch nachgeordnete Nebeneingänge zum Altenhäger Kirchweg. Im Inneren historische Grundrissstrukturen und Treppenanlagen mit aus der Erbauungszeit stammenden wandfesten Ausstattungen (wie Treppe, Schmuckfenster), aber auch Kronleuchter, Wandschränke und Möbel erhalten. Erbaut für die ehemalige Reichsanstalt für Seidenbau 1938.                                                   | 43718578 |                |
| Dörnbergstraße 25 52° 37′ 54″ N, 10° 5′ 54″ O | Einfriedung                 | Zwei hohe Mauerzüge, die die drei verschiedenen zurückliegenden Gebäude verbinden (im Süden verbindet eine Mauer mit Pforte das Hauptgebäude mit dem ehemaligen Seuchenhaus, eine weitere hohe Mauer mit Durchfahrtspfeilern verbindet den Ostflügel des Hauptgebäudes mit der ehemaligen Direktorenvilla) und in der Art der Gebäudefassaden verputzt sind. Auf den Sandsteinquader-Torpfeilern sind bauzeitliche, schmiedeeiserne Kandelaber erhalten. Niedrige Sockelmauern, die das Grundstück vorne zur Dörnbergstraße und zum Altenhäger Kirchweg einfrieden. Die verputzten Maueroberflächen sind steinmetzmäßig bearbeitet (scharriert). An Straßenecke und den Eingängen Einfriedungen gerundet. Vorm Haupteingang von Sockeln flankiert, die ehemals Fahnenmasten trugen, dazwischen Freitreppe. | 43719145 |                |
| Dörnbergstraße 27 52° 37′ 52″ N, 10° 5′ 55″ O | Laborgebäude II             | Zweigeschossiger Massivbau unter ziegelgedecktem Walmdach, in ähnlicher Gestaltung mit Werksteinsockel und -gliederungen, in Sandstein gefassten Rechteckfenstern und Putzfassaden wie das Hauptgebäude. Erbaut 1938 als „Seuchenhaus“ der ehemaligen Reichsanstalt für Seidenbau. Wegen der ehemaligen Isolierfunktion südlich abgesetzt vom Hauptgebäude angeordnet. | 43718670 |                |
| Düringstraße 7 52° 37′ 42″ N, 10° 2′ 59″ O    | Wohnhaus                    | Zweigeschossiger Fachwerkbau, von der Straße zurückversetzt. Unter ziegelgedecktem Satteldach, mit Zwerchhaus nach Osten und Abschleppung nach Norden. Errichtet 1599 (a), möglicherweise Schenkung von Herzog Wilhelm für den Hofmarschall von Honstedt. | 34378766 |                |

## E
| Lage                                          | Bezeichnung | Beschreibung | ID       | Bild |
| --------------------------------------------- | ----------- | --- | -------- | ---- |
| Emigrantenstraße 5 52° 37′ 6″ N, 10° 4′ 15″ O | Wohnhaus    | Traufständiger eingeschossiger, breit gelagerter Fachwerkbau unter Halbwalmdach in Ziegeldeckung. Errichtet um 1700, im 18. Jh. ergänzt um zwei große Zwerchhäuser mittig in Traufseiten. Straßenfassade nachträglich verbrettert. | 34378792 |      |

## F
| Lage                                                  | Bezeichnung | Beschreibung | ID       | Bild |
| ----------------------------------------------------- | ----------- | --- | -------- | ---- |
| Fuhrberger Straße 46 / 48 52° 36′ 59″ N, 10° 2′ 59″ O | Wohnhaus    | Eingeschossiger Backsteinbau mit ausgebautem Drempelgeschoss, unter ziegelgedecktem Satteldach, mit großem Zwerchhaus zur Fuhrberger Straße. Segmentbogenförmige Öffnungen, Eingänge seitlich. Erbaut 1893 (i) als Doppelwohnhaus für zwei Familien. |          |      |
| Fuhrberger Straße 46 / 48 52° 36′ 59″ N, 10° 2′ 58″ O | Stall       | Eingeschossiger Backsteinbau unter ziegelgedecktem Satteldach. Segmentbogenförmige Türöffnungen in der Südostfassade. Erbaut 1893 als Stallgebäude für die Häuser mit der Nummer 46 und 48. | 40156155 |      |
| Fuhrberger Straße 50 / 52 52° 36′ 58″ N, 10° 2′ 58″ O | Wohnhaus    | Eingeschossiger Backsteinbau mit ausgebautem Drempelgeschoss, unter ziegelgedecktem Satteldach, mit großem Zwerchhaus zur Fuhrberger Straße. Segmentbogenförmige Öffnungen, Eingänge seitlich. Erbaut 1893 (i) als Doppelwohnhaus für zwei Familien. | 34374844 |      |
| Fuhrberger Straße 54 / 56 52° 36′ 58″ N, 10° 2′ 57″ O | Wohnhaus    | Eingeschossiger Backsteinbau mit ausgebautem Drempelgeschoss, unter ziegelgedecktem Satteldach, mit großem Zwerchhaus zur Fuhrberger Straße. Segmentbogenförmige Öffnungen, Eingänge seitlich. Erbaut 1893 (i) als Doppelwohnhaus für zwei Familien. | 34374892 |      |
| Fuhrberger Straße 58 / 60 52° 36′ 57″ N, 10° 2′ 56″ O | Wohnhaus    | Eingeschossiger Backsteinbau mit ausgebautem Drempelgeschoss, unter ziegelgedecktem Satteldach, mit großem Zwerchhaus zur Fuhrberger Straße. Segmentbogenförmige Öffnungen, Eingänge seitlich. Erbaut 1893 (i) als Doppelwohnhaus für zwei Familien. | 34374942 |      |
| Fuhrberger Straße 62/64 52° 36′ 57″ N, 10° 2′ 55″ O   | Wohnhaus    | Eingeschossiger Backsteinbau mit ausgebautem Drempelgeschoss, unter ziegelgedecktem Satteldach, mit großem Zwerchhaus zur Fuhrberger Straße. Segmentbogenförmige Öffnungen, Eingänge seitlich. Erbaut 1893 (i) als Doppelwohnhaus für zwei Familien. | 34374986 |      |
| Fuhrberger Straße 62/64 52° 36′ 57″ N, 10° 2′ 55″ O   | Stall       | Eingeschossiger Backsteinbau unter ziegelgedecktem Satteldach. Segmentbogenförmige Türöffnungen in der Südostfassade. Erbaut 1893 als Stallgebäude für die Häuser mit der Nummer 62 und 64. | 40158321 | BW   |
| Fuhrberger Straße 66/68 52° 36′ 56″ N, 10° 2′ 55″ O   | Wohnhaus    | Eingeschossiger Backsteinbau mit ausgebautem Drempelgeschoss, unter ziegelgedecktem Satteldach, mit großem Zwerchhaus zur Fuhrberger Straße. Segmentbogenförmige Öffnungen, Eingänge seitlich. Erbaut 1893 (i) als Doppelwohnhaus für zwei Familien. | 34375030 |      |
| Fuhsestraße 33 52° 37′ 12″ N, 10° 4′ 3″ O             | Wohnhaus    | Dreigeschossiger verputzter Massivbau in Ecklage, unter bewegtem pfannengedecktem Mansarddach mit Krüppelwalm nach Norden. Fassaden mit Putz- und Struckdekor und schmiedeeiserne Balkonbrüstungen mit floralen Jugendstilformen, im nördlichen Teil viertes OG aus Fachwerk. Gebäude unterkellert, niedriger Putzsockel. Erbaut 1906 (i) durch Architekten und Zimmermeister Wilhelm Hellmann. | 34379056 |      |

## G
| Lage                                          | Bezeichnung | Beschreibung | ID       | Bild |
| --------------------------------------------- | ----------- | --- | -------- | ---- |
| Guizettistraße 5 52° 37′ 26″ N, 10° 4′ 10″ O  | Adventshaus | Giebelständiger zweigeschossiger schlichter Bau unter Satteldach. Mit polygonaler Apsis an der Südseite, durch Lisenen gegliedert, Halbrundfenster in den Giebelseiten, Kreuz auf nördlicher Giebelspitze, Eingang an Nordseite. Erbaut 1921 durch Architekten Otto Böhler. | 34379079 |      |
| Guizettistraße 11 52° 37′ 26″ N, 10° 4′ 8″ O  | Wohnhaus    | Giebelständiger, eingeschossiger Fachwerkbau unter Satteldach. Backsteinausfachung, Giebel auf profilierten Balkenköpfen auskragend. Errichtet wohl um 1700. Etwas spätere seitliche Anbauten in Fachwerk mit geringerer Stockwerkhöhe, heute unter gemeinsamem Dach.       | 34355849 |      |
| Guizettistraße 11a 52° 37′ 25″ N, 10° 4′ 9″ O | Wohnhaus    | Giebelständiger eingeschossiger Fachwerkbau mit Backsteinausfachung, unter Satteldach in Pfannendeckung. Eingang in Westfassade. Errichtet in zweiter Hälfte 18. Jh. Queranbau in Fachwerkbauweise an Südseite.                                                             | 34355824 | BW   |

## H
| Lage                                                   | Bezeichnung                             | Beschreibung | ID       | Bild           |
| ------------------------------------------------------ | --------------------------------------- | --- | -------- | -------------- |
| Hannoversche Heerstraße 22 52° 36′ 41″ N, 10° 4′ 38″ O | Wohnhaus                                | Zweigeschossiger verputzter Massivbau, im OG mit Fachwerk, unter ziegelgedeckten Satteldächern. Asymmetrische Gliederung mit Eckturm an Nordostecke und gut erhaltenen Details wie schmiedeeisernen Balkongittern, Stuckemblemen, auch zeitgenössische Einfriedung mit Torpfeilern erhalten. Eingeschossiger Remisenanbau schließt im Westen an. Erbaut um 1910. | 34379148 |                |
| Hannoversche Heerstraße 24 52° 36′ 41″ N, 10° 4′ 38″ O | Wohnhaus                                | Zweigeschossiger Massivbau mit Putz- und gelben Klinkerfassaden, im OG Fachwerk, unter ziegelgedeckten Satteldächern. Putzsockel, Fenstergewände in Putz, asymmetrische Gliederung. Erbaut um 1910. | 34379175 |                |
| Hannoversche Straße 3 52° 37′ 14″ N, 10° 4′ 35″ O      | Adelspalais                             | Zweigeschossiger Fachwerkbau, verputzt mit quaderimitierendem Fugenschnitt, unter ziegelgedecktem Walmdach. Hauptfassade nach Norden mit dreiachsigem Mittelrisalit mit Tympanongiebel; horizontale Gebäudegliederung durch profiliertes Geschoss- und Dachgesims, Rechteckfenster mit profilierter Rahmung. Errichtet um 1730. | 34379201 |                |
| Hannoversche Straße 5 52° 37′ 13″ N, 10° 4′ 35″ O      | Wohnhaus                                | Durch mehrfachen Um- und Erweiterungsbau stark verändertes Fachwerkgebäude mit seitlichem Hinterflügel. Hauptbau giebelständig, zweigeschossig, nach Norden mit Sattel-, nach Süden spätere Erweiterung mit Mansarddach in Ziegeldeckung. Fassaden vertikal verbohlt. Im Ursprung wohl Ende 17. Jh. entstanden. Hinterflügel dreistöckiger Fachwerkbau mit Backsteinausfachung, unter ziegelgedecktem Pultdach; Fachwerk in Stockwerkbauweise mit profilierten Balkenköpfen. Errichtet 1884 (i). | 34379225 |                |
| Hannoversche Straße 6 52° 37′ 12″ N, 10° 4′ 34″ O      | Wohnhaus                                | Traufständiger zweigeschossiger Fachwerkbau, unter ziegelgedecktem Walmdach, nach Norden mit Halbwalm. Konstruktion in Stockwerkbauweise, OG vorgekragt; horizontale Verbohlung mit Putzfugenschnitt, werksteinimitierende Fensterrahmung in Holz. Errichtet 1684 durch den Hugenotten Henri du Faur de Pibrac, größere Umbauphase um 1825, aus dieser Zeit zweiflügelige Eingangstür erhalten. Straßenseitiger Verandaanbau von 1909 (a). | 34355926 |                |
| Hannoversche Straße 7 52° 37′ 12″ N, 10° 4′ 35″ O      | Wohnhaus                                | Zurückgesetzter, traufständiger, zweigeschossiger Fachwerkbau mit Backsteinausfachung, unter ziegelgedecktem Halbwalmdach. Konstruktion in Stockwerkbauweise, überwiegend in Doppelständerkonstruktion, OG vorgekragt. Errichtet als Erweiterung zu Hs. 6 nach 1766. | 34355951 |                |
| Hannoversche Straße 8 52° 37′ 11″ N, 10° 4′ 34″ O      | Wohnhaus                                | Traufständiger zweigeschossiger Fachwerkbau mit Backsteinausfachung, unter ziegelgedecktem Satteldach. Schlichtes Balkengesims zwischen den Stockwerken. Errichtet 1701 (a); rückwärtiger Anbau nachträglich. | 34379248 |                |
| Hannoversche Straße 10 52° 37′ 10″ N, 10° 4′ 33″ O     | Wohnhaus                                | Traufständiger zweigeschossiger Fachwerkbau unter Krüppelwalmdach in Ziegeldeckung. Umlaufendes Balkengesims in Geschosshöhe, Fassaden horizontal holzverkleidet. Errichtet in erster Hälfte 19. Jh., von 1850 bis 1858 als Kinderheilanstalt des Damenvereins Celle genutzt. | 34379272 |                |
| Hannoversche Straße 13 52° 37′ 8″ N, 10° 4′ 33″ O      | Wohnhaus                                | Freistehender zweigeschossiger Fachwerkbau, unter Satteldach in Ziegeldeckung. Mit vorgeblendeter symmetrischer Fassade, giebelständig; horizontale Fassadengliederung durch Geschoss- und Sohlbankgesimse. Errichtet wohl Ende 19. Jh. Nördlich eingeschossiger Fachwerkanbau, verputzt. | 34355976 |                |
| Hannoversche Straße 18 52° 37′ 1″ N, 10° 4′ 37″ O      | Gasthaus Schwedenkönig                  | Eingeschossiger, traufständiger, verputzter Massivbau unter Satteldach in Ziegeldeckung. Unterkellert, niedriger Sockel mit Sockelgesims. Mit symmetrischer Straßenfassade mit Ecklisenen und mittigem Hauseingang in zweigeschossigem Risalit mit Zwerchhaus unter eigenem Satteldach. Segmentbogenfenster mit Bogenbegleitprofilen; Flechtbandfries an Traufe, steigende Bogenfriese am Ortgang der Giebel. Rundbogenfenster im Zwerchhaus. Erbaut Mitte 19. Jh. als Ersatz für eine Auspannwirtschaft von 1708, seit 1739 „Zum König von Schweden“. | 34379320 |                |
| Hannoversche Straße 18a 52° 37′ 0″ N, 10° 4′ 38″ O     | Wohnhaus                                | Traufständiger zweigeschossiger Massivbau mit Drempelgeschoss in Fachwerk mit Backsteinausfachung, unter ziegelgedecktem Walmdach mit Niedersachsengiebel. EG backsteinsichtig, OG verputzt. Straßenseitig Mittelrisalit mit polygonalem Erker und Balkon am Drempelgeschoss. Erbaut 1906 von Architekten Adolf Freiling. | 34379344 |                |
| Hannoversche Straße 19 52° 37′ 0″ N, 10° 4′ 39″ O      | Wohnhaus                                | Zweigeschossiger, verputzter Massivbau, unter Walmdach mit Niedersachsengiebel, ziegelgedeckt. Mit straßenseitigem Mittelrisalit mit polygonalem Altan und ausgebautem Drempelgeschoss in Fachwerk. Erbaut 1903 durch Architekten Walter Bleckmann. | 34356001 |                |
| Hannoversche Straße 19a 52° 36′ 59″ N, 10° 4′ 39″ O    | Wohnhaus                                | Zweigeschossiger, verputzter Massivbau, unter Walmdach mit Niedersachsengiebel, ziegelgedeckt. Mit straßenseitigem Mittelrisalit mit polygonalem Altan und ausgebautem Drempelgeschoss in Fachwerk. Erbaut 1903 durch Architekten Walter Bleckmann. | 34356026 |                |
| Hannoversche Straße 28 52° 36′ 57″ N, 10° 4′ 44″ O     | Wohnhaus                                | Traufständiger freistehender zweigeschossiger Massivbau, unter ziegelgedecktem Walmdach. Verputzter Sockel mit Sockelgesims, Quadrierung im EG und horizontale Putzfugen im OG; Rückseite glatt verputzt. Rundbogenfenster mit profilierter Rahmung und Bogenbegleitprofilen, mittig in Straßenfassade gelegene Rundbogentür, Zahnschnittfries unter Traufe. Erbaut wohl zweites Drittel 19. Jh. | 34379367 |                |
| Hannoversche Straße 30a 52° 36′ 55″ N, 10° 4′ 46″ O    | Stabsgebäude Cambridge-Dragoner-Kaserne | Schlichter zweigeschossiger Backsteinbau unter flach geneigtem Walmdach in Ziegeldeckung. Mit dreiachsigem Mittelrisalit, in dessen Giebelspitze Wappen und Inschrift „E[rnst] A[ugust] 1842“. | 34356051 |                |
| Hannoversche Straße 30a 52° 36′ 55″ N, 10° 4′ 45″ O    | Einfriedung                             | Einfriedung zur Hannoverschen Straße mit Mauer, Pfeilern, Zaunelementen und Tor. | 36739839 | BW             |
| Hannoversche Straße 30b 52° 36′ 54″ N, 10° 4′ 48″ O    | Kaserne (BuK)                           | Schlichter, eingeschossiger, verputzter Backsteinbau, unter ziegelgedecktem Walmdach. Erbaut 1841/42 als südliche Begrenzung des Kasernenhofs, seitdem mehrfach umgebaut. | 34359376 |                |
| Hannoversche Straße 48 52° 37′ 5″ N, 10° 4′ 31″ O      | Wohnhaus                                | Zweigeschossiger Fachwerkbau unter ziegelgedecktem Mansarddach. Mit angedeutetem Mittelrisalit mit Lisenen aus Holz und Zwerchhaus unter Satteldach sowie symmetrischem Fassadenaufbau zur Hannoverschen Straße; OG leicht auskragend. Im Kern erbaut um 1685 durch den Offizier Thimo von Rauchhaupt, 1757 (d) zweigeschossig in heutigen Formen umgebaut. | 34379390 |                |
| Hannoversche Straße 50 52° 37′ 8″ N, 10° 4′ 30″ O      | Adelspalais                             | Traufständiger zweigeschossiger Fachwerkbau unter ziegelgedecktem Krüppelwalmdach. Mit symmetrischem Fassadenaufbau, mittigen Zwerchgiebeln in Trauffassaden und zeitgenössischer Eingangstür nach Osten. Kellergewölbe vom Vorgängerbau 1679, prägender Umbau um 1760 durch Thedel-Friedrich von Wallmoden. | 34356079 |                |
| Hannoversche Straße 50 52° 37′ 8″ N, 10° 4′ 31″ O      | Adelspalais (Nordflügel)                | Eingeschossiger Fachwerkbau in Doppelständerbauweise mit Backsteinausfachung, unter Mansarddach in Ziegeldeckung. Vermutlich im Zusammenhang mit Hauptflügel um 1760 errichtet. 1963 beim Ausbau der Straße im Osten gekürzt und massiv erneuert, Giebelfassade zur Straße historistisch nachempfunden, dabei Tür in Zweitverwendung hier eingesetzt. | 50756895 |                |
| Hannoversche Straße 50 52° 37′ 7″ N, 10° 4′ 31″ O      | Adelspalais (Südflügel)                 | Eingeschossiger Backsteinbau, unter Satteldach in Ziegeldeckung. Ehemalige Stall- und Remisetüren mit Stichbogen, Zahnschnittfries unter der Traufe. Erbaut als Nebengebäude um 1900 anstelle des ehemaligen Südflügels, 1963 bei Verbreiterung der Straße nach Osten gekürzt, Straßenfassade heute verputzt. | 34356106 |                |
| Hannoversche Straße 50 52° 37′ 8″ N, 10° 4′ 31″ O      | Adelspalais (Vorhof)                    | Platz mit Pflasterung vor Hauptgebäude, mittig rundes Beet mit Bepflanzung, Einfassung aus Sandstein. Nach Osten Abschluss durch Einfriedung, die bei Verbreiterung der Straße 1963 versetzt wurde. | 34356131 |                |
| Hannoversche Straße 50 52° 37′ 8″ N, 10° 4′ 32″ O      | Adelspalais (Einfriedung)               | Schmiedeeiserne Einfriedung auf Sandsteinsockel, zwischen barocken Sandsteinpfeilern mit Skulpturabschluss. 1963 bei Verbreiterung der Straße nach Westen versetzt. | 34356156 | BW             |
| Hannoversche Straße 51 52° 37′ 9″ N, 10° 4′ 30″ O      | Martin-Luther-Kirche                    | Rechteckige Saalkirche in Backstein mit runder Apsis an westlicher Giebelseite, in Ostfassade Spitzbogenportal mit abgetrepptem Gewände und Umrahmung; unter ziegelgedeckten Satteldach, und halbem Ringpultdach über der Apsis. An Traufseiten schräge Strebepfeiler. Schlichter Innenraum unter parabelförmigen Bindern in Holz; mit leicht eingezogenem Apsis-Halbrund, hier zwei Öffnungen zur mystischen Beleuchtung des Altarraums und Backsteinstufen zum erhöhten Altar. Kirchenraum durch längsrechteckige Fenster mit Sprossenteilung im Wechsel mit den Bindern belichtet, im Bereich der Orgelempore durch zwei Dacherker. Erbaut 1933/34 vom Hamburger Architekten Fritz Höger unter Einbeziehung der älteren Konkordia-Kapelle von 1921/22, welche im Norden erhalten blieb und als Gemeindesaal genutzt wird.                                                   | 34379413 | Weitere Bilder |
| Hannoversche Straße 51 52° 37′ 9″ N, 10° 4′ 30″ O      | Martin-Luther-Kirche (Kirchturm)        | Hoher schlanker Backsteinturm unter hohem kupfergedecktem Pyramidendach. Mit einer offenen Turmhalle mit Kreuz; ebenerdige Öffnung mit Betongewände, ebenso die hochliegenden sechsteiligen Schallöffnungen in Beton gestaltet. Erbaut 1962/63 durch Architekten Heinrich Karl Schultz und Celler Stadtbaumeister Fritz Schmidt. | 38966077 |                |
| Hannoversche Straße 53 52° 37′ 10″ N, 10° 4′ 31″ O     | Kaiserin-Auguste-Viktoria-Schule        | Traufständig zur Hannoverschen Straße dreigeschossiger Massivbau aus rotem Backsteinmauerwerk mit dunkel glasierten Klinkern als Ziergliederung, unter Walmdach in Pfannendeckung. Mit zwei rückwärtigen Flügeln. Fassadengestaltung mit dreiachsigem Mittelrisalit mit vorspringender Mittelachse und dreieckigem Blendgiebelabschluss sowie horizontaler Gliederung durch Geschossgesimse an den Fassaden. Spitzbogenportal und Spitzbogenfenster im Erdgeschoss, darüber segmentbogenförmige Öffnungen. Erbaut 1876 (a) durch den Celler Stadtbaumeister Schumann. Weitere Bauphasen 1911/12, 1928, 1930. | 34379437 |                |
| Hannoversche Straße 55 52° 37′ 14″ N, 10° 4′ 30″ O     | Adelspalais                             | Weit zurückgesetzter, zweigeschossiger Fachwerkbau, unter ziegelgedecktem Krüppelwalmdach. Mit symmetrischem Fassadenaufbau, leichter Vorkragung des OG und monochrom gefassten Gefachen sowie Ecksäulen und Füllhölzern der Vorkragung. Über Gebäudemitte dominiert Zwerchhaus, in dessen Zentrum eine von Pilastern gerahmte Aufzugsöffnung vorhanden war. Errichtet 1683 (a) für Brigadier Francois de Beauregard. | 34379460 |                |
| Hannoversche Straße 57 52° 37′ 14″ N, 10° 4′ 33″ O     | Wohnhaus                                | Traufständiger eingeschossiger Fachwerkbau mit Backsteinausfachung, unter ziegelgedecktem Mansardwalmdach. Zur Straße massive Fassade mit symmetrischem Aufbau und mit Pilastern gefassten und von Dreiecksgiebel überragten Eingangsportal mit klassizistischer Haustür vorgeblendet. Im Kern errichtet 1673 (i), prägender Umbau um 1800, dabei Straßenfassade überformt. | 34379481 |                |
| Hannoversche Straße 58 52° 37′ 16″ N, 10° 4′ 33″ O     | Carl-Herold-Haus                        | Zweiflügeliger zweigeschossiger Fachwerkbau mit Backsteinausfachung, unter ziegelgedeckten Satteldächern, nach Süden einseitig abgewalmt. Hauptflügel traufständig zur Straße, OG auf profilierten Balkenköpfen auskragend, konvex gewölbte Füllhölzer, Fachwerk im OG mit Fußwinkelhölzern; errichtet 1673 (a). Nördlicher Seitenflügel giebelständig zur Straße, OG leicht vorkragend und in unregelmäßiger Doppelständerkonstruktion, errichtet in erster Hälfte 18. Jh., überformt im 19. und 20. Jh. | 34379504 |                |
| Hannoversche Straße 59 52° 37′ 17″ N, 10° 4′ 34″ O     | Predigerwitwenhaus                      | Traufständiger zweigeschossiger Fachwerkbau in Backsteinausfachung, unter ziegelgedecktem Walmdach. OG vorkragend. Errichtet 1699 (a). Rückwärtig Anbau in Stockwerkbauweise. | 34356179 |                |
| Hannoversche Straße 60 52° 37′ 17″ N, 10° 4′ 33″ O     | Lektoratshaus                           | Schlichter zweigeschossiger Fachwerkbau mit Backsteinausfachung, unter ziegelgedecktem Satteldach. Errichtet um 1700. | 34356206 |                |
| Hannoversche Straße 61 52° 37′ 17″ N, 10° 4′ 33″ O     | Kirche                                  | Zurückgesetzter Fachwerkbau unter ziegelgedecktem Walmdach. Errichtet 1700 als französisch-reformierte Kirche. Im Ursprungsbau sämtliche Fassaden senkrecht verbohlt. heutige Straßenfassade mit vier hohen symmetrischen Fensterachsen in quaderimitierendem Fugenschnitt und markantem mittigen Eingangsrisalit mit Übergiebelung von 1840 (a). | 34356231 |                |
| Hannoversche Straße 62 52° 37′ 17″ N, 10° 4′ 34″ O     | Predigerhaus                            | Schlichter, traufständiger zweigeschossiger Fachwerkbau mit Backsteinausfachung, unter ziegelgedecktem Mansarddach. Errichtet 1754 (i) als „Segonde Maison pastorale“ (= neues französisches Prediger Haus). | 34356256 |                |
| Harburger Straße 20 52° 37′ 48″ N, 10° 4′ 52″ O        | Wohnhaus                                | Giebelständiger zweigeschossiger Fachwerkbau, unter ziegelgedecktem Halbwalmdach. Im OG leicht auskragend, Fassaden komplett verbrettert. Errichtet um 1750. Ehemals Harburger Straße 25. | 34379527 |                |
| Harburger Straße 27 52° 37′ 50″ N, 10° 4′ 52″ O        | Wohnhaus                                | Eingeschossiges Fachwerkgebäude unter Mansarddach in Ziegeldeckung. Fachwerkfassade nicht sichtbar, überall verdeckt, an östlichen Straßenseite durch Verputz mit sparsamen Gesimsgliederungen, an rückwärtigen westlichen Gartenfassade durch Deckelschalung. Deutlich ältere und aufwändigere Art der Fassadenverkleidung am Nord- und Südgiebel erhalten. Errichtet im späten 18. oder frühen 19. Jh. Später als Wohnhaus genutzt, ab den 1920er Jahren auch als Firmensitz. 1926 erweiterter Ausbau des Mansard- bzw. Dachgeschosses (mit asymmetrisch hinzugefügtem Zwerchhaus). Die freiliegenden Längsfassaden symmetrisch aufgebaut, mittig jeweils das zweiflügelige Portal mit Türblatt und Ziersprossen-Oberlicht in biedermeierlichen Formen, flankiert von je einem schmalen senkrechten Fensterband. Schmalseiten durch jüngere Anbauten verdeckt und überformt. | 44664089 |                |
| Harburger Straße 27 52° 37′ 50″ N, 10° 4′ 52″ O        | Freitreppe                              | Sandsteintreppe, die von der tiefer liegenden Straße zum Eingang in der Ostfassade des Hauses führt. | 44669838 | BW             |
| Harburger Straße 81 52° 38′ 5″ N, 10° 4′ 48″ O         | Wohnhaus                                | Traufständiger eingeschossiger Fachwerkbau mit Backsteinausfachung; unter Halbwalmdach in Ziegeldeckung. Straßenseitig mittig Zwerchhaus, darunter Eingang. Errichtet um 1800. | 34379553 | BW             |
| Hugenottenstraße 6 52° 37′ 7″ N, 10° 4′ 18″ O          | Wohnhaus                                | Giebelständiger, eingeschossiger Fachwerkbau mit Backsteinausfachung, unter ziegelgedecktem Satteldach. Historischer Grundriss mit seitlichem Flur, großer Stube an Straßenfassade und „schwarzer Küche“ mit seitlichem Keller in Hausmitte erhalten. Errichtet 1699 (i), von 1873 bis 1890 als Teil der Neuenhäuser Schule genutzt. | 34381695 |                |
| Hugenottenstraße 14 52° 37′ 6″ N, 10° 4′ 18″ O         | Wohnhaus                                | Giebelständiger eingeschossiger Fachwerkbau mit Backsteinausfachung, unter Satteldach in Ziegeldeckung. Teilunterkellert, niedriger Sockel, klassizistische Hauseingangstür, Giebeldreieck leicht vorkragend. Errichtet um 1800. (Vorgängerbau 1693 (i).) | 34356282 |                |
| Hugenottenstraße 16 52° 37′ 5″ N, 10° 4′ 18″ O         | Wohnhaus                                | Giebelständiger eingeschossiger Fachwerkbau mit Backsteinausfachung, unter ziegelgedecktem Satteldach. Giebel auf Stichgebälk vorkragend über profilierten Balkenköpfen, schlichte Füllhölzer. Seitliche Wohnkübbung zur Garage umgenutzt. Erbaut wohl um 1700. | 34356330 |                |
| Hugenottenstraße 18 52° 37′ 5″ N, 10° 4′ 18″ O         | Wohnhaus                                | Giebelständiger eingeschossiger Fachwerkbau, unter ziegelgedecktem Satteldach. Errichtet um 1700. Fassaden seit 1965 verbrettert. Klassizistische Haustür erhalten. | 34356355 |                |
| Hugenottenstraße 20 52° 37′ 5″ N, 10° 4′ 19″ O         | Wohnhaus                                | Giebelständiger eingeschossiger Fachwerkbau mit Backsteinausfachung, unter ziegelgedecktem Satteldach. Giebel zweifach schwach vorkragend, zwei Hauseingangstüren, über Treppen erreichbar. Errichtet in erster Hälfte 18. Jh. | 34356380 |                |
| Hugenottenstraße 24 52° 37′ 4″ N, 10° 4′ 19″ O         | Wohnhaus                                | Giebelständiger eingeschossiger Fachwerkbau mit Backsteinausfachung, unter ziegelgedecktem Satteldach. Fachwerk unregelmäßig, schlichte klassizistische Hauseingangstür. Errichtet um 1700. | 34356405 |                |

### Kasernenanlage Hohe Wende
Alle Gebäude wurden zwischen 1936 und 1939 gebaut und nach dem Krieg von den Briten genutzt.

| Lage                                      | Bezeichnung           | Beschreibung | ID       | Bild |
| ----------------------------------------- | --------------------- | --- | -------- | ---- |
| Hohe Wende 52° 38′ 21″ N, 10° 4′ 59″ O    | Stabsgebäude          | Dreigeschossiger verputzter Massivbau unter ziegelgedecktem Walmdach. Mit symmetrischen Fassaden und gleichmäßiger Lisenengliederung, nach Osten als vollständige Risalite ausgebildet. (Gebäude N). | 37485802 |      |
| Hohe Wende 52° 38′ 21″ N, 10° 5′ 2″ O     | Unterkunft            | Dreigeschossiger verputzter Massivbau unter ziegelgedecktem Walmdach. Mit symmetrischen Fassaden und gleichmäßiger Lisenengliederung, nach Osten als vollständige Risalite ausgebildet. (Gebäude M2). | 37485783 | BW   |
| Hohe Wende 18 52° 38′ 23″ N, 10° 5′ 7″ O  | Wirtschaftsgebäude    | Zweigeschossiger verputzter Massivbau unter ziegelgedecktem Walmdach. Mit symmetrischen Fassaden und dreizonigen Eingangsrisalit mit Pilastern und Dreiecksgiebel in Südfassade, vierzonigem Risalit in Nordfassade und Uhren- und Aussichtsturm mittig. (Gebäude M1).                                                                                           | 37485696 | BW   |
| Hohe Wende 52° 38′ 23″ N, 10° 5′ 11″ O    | Unterkunft            | Dreigeschossiger verputzter Massivbau unter ziegelgedecktem Walmdach. Mit symmetrischen Fassaden und gleichmäßigen Lisenengliederung, nach Westen als vollständige Risalite ausgebildet. (Gebäude M3). | 37485646 | BW   |
| Hohe Wende 52° 38′ 24″ N, 10° 5′ 14″ O    | Unterkunft            | Dreigeschossiger verputzter Massivbau unter ziegelgedecktem Walmdach. Mit symmetrischen Fassaden und gleichmäßigen Lisenengliederung, nach Westen als vollständige Risalite ausgebildet. (Gebäude M4). | 37485549 | BW   |
| Hohe Wende 52° 38′ 19″ N, 10° 5′ 15″ O    | Garage                | Langgestreckter eingeschossiger verputzter Massivbau unter flachem Pultdach. (Gebäude G6). | 37485515 |      |
| Hohe Wende 52° 38′ 19″ N, 10° 5′ 18″ O    | Reithalle             | Eingeschossiger verputzter Massivbau unter flachem Satteldach. Mit symmetrischem Fassadenaufbau, baulich verbunden mit Pferdestall. (Gebäude K). | 37485227 | BW   |
| Hohe Wende 52° 38′ 20″ N, 10° 5′ 18″ O    | Stall                 | Eingeschossiger verputzter Massivbau unter ziegelgedecktem Walmdach. Mit symmetrischem Fassadenaufbau und Mittelrisalit in Nordfassade. (Gebäude H). | 37485208 | BW   |
| Hohe Wende 52° 38′ 20″ N, 10° 5′ 20″ O    | Schmiede              | Eingeschossiger verputzter Massivbau unter ziegelgedecktem Walmdach.(Gebäude I ). | 37484112 | BW   |
| Hohe Wende 52° 38′ 20″ N, 10° 5′ 22″ O    | Stall                 | Eingeschossiger verputzter Massivbau unter ziegelgedecktem Walmdach. Mit asymmetrischem Fassadenaufbau und Funktionsrisalit (Lageraufzug) in Nordfassade. (Gebäude J). | 37483976 | BW   |
| Hohe Wende 52° 38′ 20″ N, 10° 5′ 25″ O    | Unterkunft            | Zweigeschossiger verputzter Massivbau unter ziegelgedecktem Walmdach. Mit symmetrischen Fassaden und Mittelrisalit in Längsfassaden. (Gebäude F2). | 37483870 | BW   |
| Hohe Wende 52° 38′ 18″ N, 10° 5′ 25″ O    | Unterkunft            | Zweigeschossiger verputzter Massivbau unter ziegelgedecktem Walmdach. Mit symmetrischen Fassaden und Mittelrisalit in Längsfassaden.(Gebäude F3). | 37483890 | BW   |
| Hohe Wende 52° 38′ 17″ N, 10° 5′ 28″ O    | Unterkunft            | Zweigeschossiger verputzter Massivbau unter ziegelgedecktem Walmdach. Mit symmetrischen Fassaden und Mittelrisalit in Längsfassaden.(Gebäude F4). | 37483708 | BW   |
| Hohe Wende 52° 38′ 18″ N, 10° 5′ 31″ O    | Unterkunft            | Zweigeschossiger verputzter Massivbau unter ziegelgedecktem Walmdach. Mit symmetrischen Fassaden und Mittelrisalit in Längsfassaden.(Gebäude F5). | 37483688 | BW   |
| Hohe Wende 52° 38′ 19″ N, 10° 5′ 32″ O    | Unterkunft            | Zweigeschossiger verputzter Massivbau unter ziegelgedecktem Walmdach. Mit symmetrischen Fassaden und Mittelrisalit in Längsfassaden. (Gebäude F6). | 37483668 | BW   |
| Hohe Wende 52° 38′ 20″ N, 10° 5′ 32″ O    | Unterkunft            | Zweigeschossiger verputzter Massivbau unter ziegelgedecktem Walmdach. Mit symmetrischen Fassaden und Mittelrisalit in Längsfassaden. (Gebäude F7). | 37483626 | BW   |
| Hohe Wende 20 52° 38′ 21″ N, 10° 5′ 28″ O | Offiziersmesse        | Zweigeschossiger verputzter Massivbau unter ziegelgedecktem Walmdach. Symmetrische Anlage mit zwei quadratischen Innenhöfen. Mit symmetrischen Fassaden und dreizonigen Eingangsrisalit mit Pilastern und Dreiecksgiebel in Nordfassade. Nach Süden siebenzoniger mittiger Risalit mit Dreiecksgiebel und seitlich im EG zwei halbrunde Vorbauten. (Gebäude F1). | 37483761 |      |
| Hohe Wende 52° 38′ 24″ N, 10° 5′ 31″ O    | Unteroffiziersheim    | Zweigeschossiger verputzter Massivbau unter ziegelgedecktem Walmdach. Mit symmetrischen Fassaden und zwei Risaliten in der östlichen Längsfassade. (Gebäude F8). | 37483591 |      |
| Hohe Wende 52° 38′ 27″ N, 10° 5′ 30″ O    | Unterkunft            | Dreigeschossiger verputzter Massivbau unter ziegelgedecktem Walmdach. Mit symmetrischen Fassaden und jeweils zwei Risaliten an Längsfassaden. (Gebäude E2). | 37483453 | BW   |
| Hohe Wende 52° 38′ 26″ N, 10° 5′ 27″ O    | Wirtschaftsgebäude    | Zweigeschossiger verputzter Massivbau unter ziegelgedecktem Walmdach. Mit symmetrischen Fassaden, Eingangsrisalit mit Dreiecksgiebel in Südfassade und Uhren- und Aussichtsturm mittig und zwei Risaliten zum Hof. (Gebäude E1). | 37483555 |      |
| Hohe Wende 52° 38′ 26″ N, 10° 5′ 24″ O    | Unterkunft            | Dreigeschossiger verputzter Massivbau unter ziegelgedecktem Walmdach. Mit symmetrischen Fassaden und zwei Risaliten zum Hof. (Gebäude B). | 37483847 | BW   |
| Hohe Wende 52° 38′ 26″ N, 10° 5′ 21″ O    | Stabsgebäude          | Dreigeschossiger verputzter Massivbau unter ziegelgedecktem Walmdach. Mit symmetrisch gestalteten Fassaden und zwei Risaliten in Längsfassade. (Gebäude A). | 37483917 |      |
| Hohe Wende 52° 38′ 25″ N, 10° 5′ 19″ O    | Schule                | Zweigeschossiger verputzter Massivbau unter ziegelgedecktem Walmdach. Mit symmetrischen Fassaden und drei Risaliten an Längsseiten.(Gebäude C1). | 37484044 | BW   |
| Hohe Wende 52° 38′ 24″ N, 10° 5′ 18″ O    | Schule                | Zweigeschossiger verputzter Massivbau unter ziegelgedecktem Satteldach, mit hervorgehobenen und höherem Mittelbau unter ziegelgedecktem Walmdach; symmetrischer Fassadenaufbau. (Gebäude C2). | 37484678 | BW   |
| Hohe Wende 52° 38′ 23″ N, 10° 5′ 20″ O    | Schule / Lehrsammlung | Zweigeschossiger verputzter Massivbau unter ziegelgedecktem Walmdach. Mit symmetrischen Fassaden und drei Risaliten an Längsseiten. (Gebäude D4). | 37484071 | BW   |
| Hohe Wende 52° 38′ 22″ N, 10° 5′ 21″ O    | Übungsgebäude         | Zweigeschossiger verputzter Massivbau unter ziegelgedecktem Walmdach. Östlicher Flügel des Vierflügelbaus. (Gebäude D3). | 37483950 | BW   |
| Hohe Wende 52° 38′ 21″ N, 10° 5′ 20″ O    | Übungsgebäude         | Zweigeschossiger verputzter Massivbau unter ziegelgedecktem Walmdach. Südlicher Flügel des Vierflügelbaus.(Gebäude D2). | 37484091 | BW   |
| Hohe Wende 52° 38′ 22″ N, 10° 5′ 18″ O    | Übungsgebäude         | Zweigeschossiger verputzter Massivbau unter ziegelgedecktem Walmdach. Westlicher Flügel des Vierflügelbaus. (Gebäude D1). | 37484697 | BW   |
| Hohe Wende 52° 38′ 29″ N, 10° 5′ 26″ O    | Einfriedung           | Umlaufende einheitliche Einfriedung als steinernen Sockels, darauf Pfeiler und teilweise größere Mauerabschnitte, dazwischen Holzelemente in Zaunform. In den Mauerbereichen wiederkehrende Metall-Embleme mit einem „S“ als Initial von „Seeckt“, Namensgeber der Kaserne, und ähnlichen Elementen (Eichenblatt u.a.).                                          | 37485825 |      |

## I
| Lage                                             | Bezeichnung     | Beschreibung | ID       | Bild           |
| ------------------------------------------------ | --------------- | --- | -------- | -------------- |
| Im Güldenen Winkel 8 52° 37′ 31″ N, 10° 5′ 58″ O | Gutshaus        | Die Thaersche Villa ist ein herrschaftlicher, freistehender, zweigeschossiger Fachwerkbau in strenger Nord-Süd-Ausrichtung, unter Halbwalmdach in Ziegeldeckung. Hauptfassade nach Westen verputzt mit Mittelrisalit und Tympanonabschluss und waagerechter Verdachung sowie schlichten Ecklisenen, Fenstern mit profilierten Rahmungen. Mittig gelegene Tür als ehemaliger Gartenausgang. An östlicher Traufseite Fachwerk mit Backsteinausfachung sichtbar, monochrom überstrichen. Im Inneren halb eingetiefter Teilkeller mit Balkendecke, barocke Grundrissstrukturen mit Enfiladen; wandfeste Ausbauteile aus dem frühen 20. Jh., Haupttreppe vom Erd- bis ins OG mit Teilen einer wiederverwendeten Prachttreppe der Barockzeit. Erbaut 1786 (a) als Sommersitz von Albrecht Daniel Thaer; im Kern aus dem 18. Jh.; ab 1804 Ausflugsgaststätte, ab 1934 SS-Schulungsheim, dann Mietshaus; seit 2010 vermietetes Verwaltungsgebäude. | 34379578 | Weitere Bilder |
| Im Güldenen Winkel 8 52° 37′ 31″ N, 10° 5′ 59″ O | Erdkeller       | Genau gegenüber der Mittelachse der Ostfassade des ehemaligen Gutshauses gelegener Erdkeller in Form eines Backsteingewölbes unter einem künstlichen Hügel. Die freiliegende Westfassade besteht aus (ehemals verputztem) Backsteinmauerwerk und enthält mittig ein scharriertes Sandstein-Türgewände und seitlich je ein vergittertes Segmentbogenfenster. Erbaut vermutlich als Eiskeller im 19. Jh. | 44035679 |                |
| Im Güldenen Winkel 8 52° 37′ 30″ N, 10° 6′ 4″ O  | Landschaftspark | Landschaftlich gestalteter Außenraum eines ursprünglich zur sommerlichen Nutzung gedachten Landhauses, in seiner Weiterentwicklung zum Park einer Ausflugsgaststätte. Mit Baumbestand und Wegeführung des 18. und 19. Jh. | 44035654 |                |
| Im Rolande 52° 38′ 17″ N, 10° 4′ 58″ O           | Friedhof        | Soldaten- und Krankenhausfriedhof des 64. Britischen Militär Hospital. Mittelachse wird durch Opferkreuz mit Kreuzritterschwert und Altarstein mit Inschrift „Their Name Liveth For Evermore“ gebildet. Grabsteine aus weißem Kalksandstein und reihenförmig und ebenerdig angeordnet und tragen Inschriften über Einheit, Namen und Dienstgrad. Gesamtfläche mit Rasen bepflanzt. 206 Commonwealth Soldaten, drei Polen und eine Person unbekannter Nationalität beigesetzt. Architekt der Anlage ist Philip Herworth. | 34375746 | Weitere Bilder |
| Itagstraße 4 52° 37′ 1″ N, 10° 3′ 58″ O          | Gasthaus        | Traufständiger zweigeschossiger Massivbau unter Satteldach in Ziegeldeckung. Erdgeschoss verputzt, Stichbogenfenster mit Oberlicht; OG verklinkert mit in Putz eingefassten Rechteckfenstern mit Oberlicht; mit Stockwerkgesims und Zinnenfries unter Traufe. Erbaut als Ausspann- und Gastwirtschaft 1899 (a) für Franz Krüger. | 34379627 |                |

## J
| Lage                                                     | Bezeichnung   | Beschreibung | ID       | Bild           |
| -------------------------------------------------------- | ------------- | --- | -------- | -------------- |
| Jägerstraße 3 52° 37′ 3″ N, 10° 4′ 26″ O                 | Jägerstall    | Zweigeschossiger Massivbau in Backsteinmauerwerk, dabei rote und gelbe Klinkerflächen abwechselnd unter flach geneigtem Dach. Im Osten später angebautes Wohnhaus in ähnlicher Ausführung. Stallbereich mit flachen Backsteingewölben und preußische Kappen überfangen, gusseiserne Säulen. Errichtet 1888 (i) durch Rudolf Fenkhausen. | 34379651 |                |
| Jägerstraße 3 52° 37′ 1″ N, 10° 4′ 25″ O                 | Reithausstall | Gefügebau in Größe und Proportionen eines Vierständer-Hallenhauses unter ziegelgedecktem Halbwalmdach. Innen ehemals frei gespannte Konstruktion; diente zunächst als Reithalle. Errichtet Anfang 19. Jh. | 34379674 |                |
| Jägerstraße 5 52° 37′ 3″ N, 10° 4′ 23″ O                 | Wohnhaus      | Traufständiger zweigeschossiger, breit gelagerter Fachwerkbau, unter ziegelgedecktem Satteldach. Hauseingang und Zwerchhaus straßenseitig mittig, klassizistische Haustür. Regelmäßige Fachwerkkonstruktion im östlichen Gebäudeteil durch zwei Doppelständer unterbrochen; Backsteinausfachung. OG auskragend mit Balkengesims. Errichtet wohl Ende 18. Jh., Umbau 1815, dabei Erneuerung der Treppe. | 34357027 |                |
| Jägerstraße 6 52° 37′ 3″ N, 10° 4′ 22″ O                 | Wohnhaus      | Giebelständiger zweigeschossiger Fachwerkbau unter Halbwalmdach in Ziegeldeckung. Fachwerk in Stockwerkbauweise mit Backsteinausfachung, dabei regelmäßige Doppelständerkonstruktion im Ober- und DG. OG auskragend. Errichtet im frühen 19. Jh. | 34357061 |                |
| Jägerstraße 8 52° 37′ 3″ N, 10° 4′ 21″ O                 | Wohnhaus      | Traufständiger eingeschossiger Fachwerkbau mit Backsteinausfachung, unter Satteldach in Ziegeldeckung. Mit großem Zwerchhaus in straßenseitiger Dachfläche, hier Ladeluke und Kran. Erschlossen über einflügelige Tür in Nordfassade. Errichtet wohl Ende des 18. Jh. | 34379697 |                |
| Jägerstraße 10 52° 37′ 2″ N, 10° 4′ 19″ O                | Wohnhaus      | Giebelständiger zweigeschossiger Fachwerkbau mit Backsteinausfachung, unter Satteldach in Ziegeldeckung. Fachwerk in Stockwerkbauweise mit Doppelständerkonstruktion. OG und Giebel vorkragend. Errichtet 1736 (a). Rechts nachträglicher traufständiger zweigeschossiger Anbau des 19. Jh. | 34379720 |                |
| Jägerstraße 12 52° 37′ 2″ N, 10° 4′ 16″ O                | Wohnhaus      | Giebelständiger zweigeschossiger Fachwerkbau mit Backsteinausfachung, unter Satteldach in Ziegeldeckung. Fachwerk in Stockwerkbauweise mit Doppelständerkonstruktion. OG und Giebel vorkragend. Errichtet 1736 (a). Rechts nachträglicher traufständiger zweigeschossiger Anbau des 19. Jh. | 34379743 |                |
| Jägerstraße 44 52° 37′ 5″ N, 10° 4′ 27″ O                | Wohnhaus      | Traufständiger zweigeschossiger Fachwerkbau, unter ziegelgedecktem Satteldach, mit mittigem Zwerchhaus straßenseitig. Profilierte Balkengesimse; Eingangstür in Südfassade am östlichen Rand. Errichtet in erster Hälfte 19. Jh. | 34379766 |                |
| Julius-von-der-Wall-Straße 1 52° 37′ 12″ N, 10° 4′ 42″ O | St. Ludwig    | Rechteckiger Backsteinbau mit aufgeputzter Quaderimitation, unter ziegelgedecktem Satteldach. Hoher Rundbogenfenster an Schiffseiten, außen durch Gesimse in Höhe der Kämpferzone verbunden. Erbaut 1835–38 durch Lübecker Stadtbaumeister Johann Anton David Spetzler. Im Innern dreischiffige Halle, je sechs kannelierte dorische Säulen tragen das kassettierte Tonnengewölbe über dem fünfjochigen Mittelschiff, über den Seitenschiffen flache Kassettendecken. Erhöhter Rechteckchor im Westen, zum Mittelschiff hin eingezogen. OG der im Osten liegenden Fassadentürme 1880/81 nach Entwurf von Conrad Wilhelm Hase ergänzt. | 34353524 | Weitere Bilder |
| Julius-von-der-Wall-Straße 1 52° 37′ 12″ N, 10° 4′ 42″ O | Friedhof      | Kleine Anlage nördlich der Kirche mit Grabmalen vorwiegend aus dem 19. Jh. | 34353550 | BW             |

## K
| Lage                                       | Bezeichnung        | Beschreibung | ID       | Bild           |
| ------------------------------------------ | ------------------ | --- | -------- | -------------- |
| Kirchstraße 52° 37′ 10″ N, 10° 4′ 14″ O    | Friedhof           | 1690 angelegt und mehrfach erweitert. Bestattet sind hier auch Mitglieder der reformierten Gemeinde, auch zahlreiche Hugenotten, und ebenso Katholiken. | 34353601 | Weitere Bilder |
| Kirchstraße 2 52° 37′ 9″ N, 10° 4′ 17″ O   | Schule             | Eingeschossiger Fachwerkbau mit Backsteinausfachung unter Satteldach in Pfannendeckung. Traufständig zur Hugenottenstraße, giebelständig zur Kirchstraße. Regelmäßige Fachwerkkonstruktion über niedrigem Backsteinsockel, Giebeldreieck auf Deckenbalken auskragend, dazwischen abgerundete Füllhölzer. Errichtet 1701 (i). Bis 1890 als Schule von Neuenhäusen genutzt, anschließend Küsterhaus. Zwerchhaus in östlicher Dachfläche 1903 ergänzt.                                    | 34381714 |                |
| Kirchstraße 2 52° 37′ 9″ N, 10° 4′ 17″ O   | Leichenhalle       | Giebelständiger eingeschossiger Fachwerkbau, unter Satteldach in Pfannendeckung. Errichtet im 19. Jh., zugehörig zum Neuenhäuser Friedhof. | 39537803 |                |
| Kirchstraße 6 52° 37′ 10″ N, 10° 4′ 7″ O   | Wohnhaus           | Traufständiges eingeschossiges Fachwerkgebäude mit Backsteinausfachung, unter pfannengedecktem Satteldach. Symmetrischer Fassadenaufbau mit breitem Zerchhaus in der straßenseitigen Dachfläche, Eingang über einflügelige Tür mit Oberlicht. Errichtet in erster Hälfte 19. Jh. | 34377400 |                |
| Kirchstraße 11 52° 37′ 10″ N, 10° 4′ 5″ O  | Wohnhaus           | Traufständiger eingeschossiger Fachwerkbau mit Backsteinausfachung, unter Satteldach in Pfannendeckung. Symmetrisches Fachwerkgefüge, Eingang über einflügelige Tür mit Oberlicht. Errichtet in zweiter Hälfte 19. Jh. Straßenseitig mittiges Zwerchhaus von 1949. | 34377423 |                |
| Kirchstraße 23 52° 37′ 11″ N, 10° 3′ 54″ O | Wohnhaus           | Traufständiger zweigeschossiger Massivbau, unter pfannengedecktem Krüppelwalmdach. Auf hohem Sockel, Eingang rechtsseitig über zweiflügelige zeitgenössische Eingangstür mit bogenförmigem Oberlicht. Zweigeschossiger polygonaler Erker in Straßenfassade, im OG in Fachwerk mit Brüstungsschmuckgefachen. Gesimse und Fensterrahmungen in Putz abgesetzt. Auf Knaggen auskragende Loggia in Fachwerkkonstruktion über Eingang, auch nach Süden OG in Fachwerk. Erbaut um 1900.       | 34381388 |                |
| Kirchstraße 43 52° 37′ 11″ N, 10° 4′ 3″ O  | Wohnhaus           | Traufständiger, eingeschossiger Fachwerkbau mit Backsteinausfachung, unter pfannengedecktem Halbwalmdach. Symmetrisches Gefüge, straßen- und rückseitig jeweils mittig Zwerchhaus, darunter Eingang. Errichtet um 1800 (a). | 34377446 |                |
| Kirchstraße 50 52° 37′ 9″ N, 10° 4′ 17″ O  | Neuenhäuser Kirche | Dreischiffige Hallenkirche in Backstein, mit Rechteckchor; unter Ziegeldächern. Quadratischer Westturm in Backstein; unter polygonalem Helm in Kupferdeckung (ursprünglich Steindeckung). Sockel in Sandstein, Fassaden in Backstein, im Schiff gegliedert durch spitz zulaufende Lisenen und gleichmäßige Rundbogenfenster, im Chor Blendbögen. Gegründet 1750, erste Fachwerkkirche ab 1852 umgebaut, Hauptbauphase 1860-1866 unter Architekt und Bauunternehmer F. Heyer aus Celle. | 34377469 | Weitere Bilder |
| Kreuzgarten 21 52° 37′ 50″ N, 10° 4′ 38″ O | Wohnhaus           | Traufständiger eingeschossiger Fachwerkbau mit Holzverkleidung, unter ziegelgedecktem Mansarddach; Zwerchhaus mittig über dem Eingang. Errichtet um 1770, vermutlich als Hofbeamtenhaus. | 34377494 |                |
| Kreuzgarten 31 52° 37′ 53″ N, 10° 4′ 41″ O | Wohnhaus           | Giebelständiger zweigeschossiger Fachwerkbau, unter ziegelgedecktem Satteldach. Fachwerk kragt im OG leicht aus, an Traufseite abgerundete Balkenköpfe vorhanden. Errichtet um 1775. | 34377519 | BW             |
| Kronestraße 2 52° 36′ 57″ N, 10° 3′ 59″ O  | Wohnhaus           | Traufständiger zweigeschossiger, verputzter Massivbau unter ziegelgedecktem Schopfwalmdach. Mit Mittelrisalit in straßenseitiger Fassade. Im EG Segmentbogenfenster, im OG Rechteckfenster; Erschließung rückwärtig; ausgebautes Drempelgeschoss. Erbaut zwischen 1905 und 1906. | 34353624 |                |
| Kronestraße 2 52° 36′ 58″ N, 10° 4′ 0″ O   | Abort              | Eingeschossiger Backsteinbau unter Pultdach. Erbaut 1905/06 als Toilettenanlage für die Mieter. | 34353651 | BW             |
| Kronestraße 3 52° 36′ 57″ N, 10° 3′ 59″ O  | Wohnhaus           | Traufständiger zweigeschossiger, verputzter Massivbau unter ziegelgedecktem Schopfwalmdach. Mit Mittelrisalit in straßenseitiger Fassade. Im EG Segmentbogenfenster, im OG Rechteckfenster; Erschließung rückwärtig; ausgebautes Drempelgeschoss. Erbaut zwischen 1905 und 1906. | 34353676 |                |
| Kronestraße 3 52° 36′ 57″ N, 10° 3′ 59″ O  | Abort              | Eingeschossiger Backsteinbau unter Pultdach. Erbaut 1905/06 als Toilettenanlage für die Mieter. | 34353701 | BW             |
| Kronestraße 4 52° 36′ 56″ N, 10° 3′ 58″ O  | Wohnhaus           | Traufständiger zweigeschossiger, verputzter Massivbau unter ziegelgedecktem Satteldach. Mit Mittelrisalit in straßenseitigen Fassade. Im EG Segmentbogenfenster, im OG Rechteckfenster; Erschließung rückwärtig; ausgebautes Drempelgeschoss. Erbaut zwischen 1905 und 1906. | 34353726 |                |
| Kronestraße 4 52° 36′ 56″ N, 10° 3′ 59″ O  | Abort              | Eingeschossiger Backsteinbau unter Pultdach. Erbaut 1905/06 als Toilettenanlage für die Mieter. | 34353751 | BW             |
| Kronestraße 5 52° 36′ 56″ N, 10° 3′ 58″ O  | Wohnhaus           | Traufständiger zweigeschossiger, verputzter Massivbau unter ziegelgedecktem Schopfwalmdach. Mit Mittelrisalit in straßenseitigen Fassade. Segment- und Rundbogenfenster; Erschließung rückwärtig; ausgebautes Drempelgeschoss. Erbaut zwischen 1905 und 1906. | 34353776 |                |
| Kronestraße 5 52° 36′ 56″ N, 10° 3′ 59″ O  | Abort              | Eingeschossiger Backsteinbau unter Pultdach. Erbaut 1905/06 als Toilettenanlage für die Mieter. | 34353801 | BW             |
| Kronestraße 6 52° 36′ 56″ N, 10° 3′ 58″ O  | Wohnhaus           | Traufständiger zweigeschossiger, verputzter Massivbau unter ziegelgedecktem Schopfwalmdach. Mit Mittelrisalit in straßenseitigen Fassade. Im EG Rund- und Segmentbogenfenster, im OG Rechteckfenster; Erschließung rückwärtig; ausgebautes Drempelgeschoss. Erbaut zwischen 1905 und 1906. | 34357086 |                |
| Kronestraße 6 52° 36′ 55″ N, 10° 3′ 58″ O  | Abort              | Eingeschossiger Backsteinbau unter Pultdach. Erbaut 1905/06 als Toilettenanlage für die Mieter. | 34357112 | BW             |
| Kronestraße 7 52° 36′ 54″ N, 10° 3′ 58″ O  | Wohnhaus           | Traufständiger zweigeschossiger, verputzter Massivbau unter ziegelgedecktem Satteldach. Mit Mittelrisalit in straßenseitigen Fassade, hier im EG Rundbogenfenster, ansonsten vor allem Rechteckfenster; Erschließung im seitlichen Giebel; ausgebautes Drempelgeschoss. Erbaut zwischen 1904 und 1905. | 34357137 |                |
| Kronestraße 7 52° 36′ 55″ N, 10° 3′ 58″ O  | Abort              | Giebelständiger verputzter Bau. Unter Satteldach. Erbaut 1904/05 als Toilettenanlage für die Mieter von Nr. 6 und 7. | 34357162 | BW             |
| Kronestraße 8 52° 36′ 54″ N, 10° 3′ 57″ O  | Wohnhaus           | Traufständiger zweigeschossiger, verputzter Massivbau unter ziegelgedecktem Schopfwalmdach. Mit risalitartigem Mittelteil, gefasst von Rundbogenstäben, ab ersten OG in straßenseitigen Fassade, hier im EG Rundbogenfenster, ansonsten Segmentbogenfenster, im OG Rechteckfenster; Erschließung im seitlichen Giebel; ausgebautes Drempelgeschoss. Erbaut zwischen 1904 und 1905. | 34357187 |                |
| Kronestraße 9 52° 36′ 53″ N, 10° 3′ 57″ O  | Wohnhaus           | Traufständiger zweigeschossiger, verputzter Massivbau unter ziegelgedecktem Schopfwalmdach. Mit risalitartigem Mittelteil, gefasst von Rundbogenstäben, ab ersten OG in straßenseitigen Fassade, hier im EG Rundbogenfenster, ansonsten Segmentbogenfenster, im OG Rechteckfenster; Erschließung im seitlichen Giebel; ausgebautes Drempelgeschoss. Erbaut zwischen 1904 und 1905. | 34357262 |                |
| Kronestraße 10 52° 36′ 53″ N, 10° 3′ 57″ O | Wohnhaus           | Traufständiger zweigeschossiger, verputzter Massivbau unter ziegelgedecktem Satteldach. Mit Mittelrisalit in straßenseitigen Fassade, hier im EG Rundbogenfenster, ansonsten vor allem Rechteckfenster; Erschließung im seitlichen Giebel; ausgebautes Drempelgeschoss. Erbaut zwischen 1904 und 1905. | 34357312 |                |
| Kronestraße 10 52° 36′ 52″ N, 10° 3′ 57″ O | Abort              | Giebelständiger verputzter Backsteinbau mit Fachwerkteilen. Unter Pultdach. Erbaut 1904/05 als Toilettenanlage für die Mieter. | 34357337 | BW             |
| Kuckuckstraße 52° 37′ 22″ N, 10° 3′ 19″ O  | Friedhof           | Der Neustädter Friedhof wurde 1886 angelegt und bis 1950 genutzt. Einzelne Grabsteine und Reste der ursprünglichen Bepflanzung sind erhalten. Im nördlichen Teil des Friedhofs gibt es eine Fläche mit Gräbern von Soldaten des Ersten Weltkrieges. | 34357362 | BW             |
| Kuckuckstraße 52° 37′ 20″ N, 10° 3′ 19″ O  | Einfriedung        | Backsteinmauerwerk mit Lisenen und Zahnschnittfries an Oberkante, quadratische Eckpfeiler aus Backstein verputzt, mit Kreuzdachaufsatz, schmiedeeisernes Tor. Errichtet 1886. | 34357387 |                |

## Ehemalige Baudenkmale
| Lage                                         | Bezeichnung   | Beschreibung                 | ID       | Bild |
| -------------------------------------------- | ------------- | ---------------------------- | -------- | ---- |
| Speicherstraße 25 52° 37′ 34″ N, 10° 4′ 9″ O | Fabrikgebäude | das Gebäude wurde abgerissen | 39928041 | BW   |

## Bodendenkmale
| Lage                                                                   | Bezeichnung                               | Beschreibung | ID       | Bild |
| ---------------------------------------------------------------------- | ----------------------------------------- | --- | -------- | ---- |
| Kalandstraße 52° 36′ 14″ N, 10° 7′ 18″ O                               | Brunonenburg, St.-Petri-Kirche/Wallheinke | Ehemals eine Burganlage mit Wall und umgebenden Graben aus dem 10. und 11. Jahrhundert, mit unter anderem Palas und Petrikirche, zum Schutz einer Handelssiedlung und des Wasserweges zwischen Braunschweig und Bremen. Heute ist bis auf teilweise Erhöhung des Geländes nicht mehr viel davon zu erkennen. | 28944403 | BW   |
| An der Nienburg 52° 36′ 1″ N, 10° 7′ 24″ O                             | Nienburg (Altencelle), Befestigung        | Ein bis zu 3,5 Meter hohes, circa 55 × 125 Meter umfassendes, fast rechteckiges Plateau nahe der Aller. Grabungsfunde zeigen Besiedelungsspuren aus der frühen Bronzezeit, der Eisenzeit und auch des Hochmittelalters. | 28944402 | BW   |
| Föscherberg, Celler Heide 52° 35′ 37″ N, 10° 6′ 23″ O                  | Grabhügelfeld                             | Von ursprünglich 26, noch 11 erhaltene Grabhügel mit Durchmessern von circa 9 bis 17 Meter und Höhen von circa 0,5 bis 1,8 Meter, im Wohngebiet Altencelle Föscherberg. Bei Grabungen wurden bronzezeitliche Baumsarg-Bestattungen und Urnenbestattungen aus der Eisenzeit. | 28929448 | BW   |
| Breite Wiese 52° 35′ 42″ N, 10° 5′ 39″ O                               | Grabhügelfeld                             | Von ursprünglich 11, noch 6 erhaltene Grabhügel mit Durchmessern von circa 12 bis 16 Meter und Höhen von circa 0,5 bis 1 Meter, westlich des Kernortes. | 28928357 | BW   |
| Zum Burgwall 52° 35′ 7″ N, 10° 5′ 30″ O                                | Ringwall von Burg                         | Großer, annähernd runder Wall in der Nähe der Fuhse, Durchmesser außen circa 120 und innen circa 60 Meter. Wallhöhe außen über 3 Meter, innen über 2 Meter. Außer an den im Norden liegenden Niederungen war der Wall von einem bis zu 6 Meter breiten und circa 1 bis 1,2 Meter tiefen Graben umgeben. Die Entstehung des Burgwalls wird für das 9. oder 10. Jahrhundert vermutet.                                            | 28944401 |      |
| Am Nienhagener Wege / Bennebosteler Straße 52° 35′ 13″ N, 10° 4′ 27″ O | Grabhügelfeld                             | 20 von ehemals mindestens 23 Grabhügeln mit Durchmessern von circa 10 bis 17 Meter und Höhen von circa 0,5 bis 1,2 Meter. Bei Grabungen wurden aus dem Endneolithikum ein Einzelgrab und aus der Eisenzeit mehrere Urnengräber gefunden. | 28929054 | BW   |
| 52° 35′ 5″ N, 10° 4′ 29″ O                                             | Graben (Erdbauwerk)                       | Ein Graben zum Verschiffen von Torf aus den Mooren in die Stadt aus der frühen Neuzeit, verbliebene Länge circa 1880 Meter, 4 Teilstücke sind in der Gemarkung Westercelle noch gut erhalten. Die südwestlichen Teile in der Gemarkung Adelheidsdorf sind nur noch schwach erkennbar. Von der Bennebosteler Straße, unter dem Knoten der neuen B3, unter der alten B3 und bis nahe an das Weiße Moor in gerader Linie führend. | 28918063 | BW   |